# Bunuri mobile din domeniul artă decorativă clasate în patrimoniul cultural național al României aflate în județul Cluj
Acestă listă conține bunurile mobile din domeniul artă decorativă clasate în Patrimoniul cultural național al României aflate la momentul clasării în județul Cluj.

## Tezaur
| Foto | Informații generale                                                                                        | Detalii tehnice | Descriere | Deținător                                        | Legături |
| ---- | --- | --- | --- | ------------------------------------------------ | -------- |
|      | Cană de împărtășanie Autor: SV                                                                             | Datare: primul sfert al sec. al XVII-lea; 1606 Școală: Atelier clujean (?) Descoperit: Cluj-Napoca Material: Cana din argint este parțial aurit, realizat prin ciocănire și turnare.                                                                                | Cană de împărtășanie cu bază circulară. Corpul cilindric relativ lat la bază se îngustează spre gură. Talpa, buza și marginea capacului sunt articulate cu brâuri profilate. Corpul este ornamentat pe partea superioară și inferioră cu motive incizate, motivele respective sunt de tip Rollwerk. Pe partea centrală a corpului, într-o cunună de lauri este gravată inscripția de danie în limba germană: GEMACHT: / ZUR: EHRE: GOT/TES ZUM SCHMUCK / VND ZIER DT: DES HER/REN TISCHE: IM HAU/SE GOTTES: VER/FLUVCHT: SEY: DER/ES DAVON ENT/WENDET? /1606. Capacul bombat este decorat în jurul butonului cu o bandă aurită care poartă numele comanditarului: GEORG EIBEN KATHARINA. Butonul lipsește. În interiorul capacului este aplicată o placă de argint aurit cu blazonul heraldic al comanditarului reprezentat într-o cunună de laur. Toarta arcuită poartă o compoziție turnată, alcătuită din motive Rollwerk și se termină într-un blazon heraldic renascentist care este decorat cu o mască turnată. Șarniera arcuită prezintă un cap de putti înaripat. Sigla meșterului SV este ștanțată pe fundul cănii. | Parohia Unitariană Cluj-Napoca, Cluj             | Cimec    |
|      | Cană de împărtășanie                                                                                       | Datare: primul sfert al sec. al XVII-lea; 1606 Școală: Atelier clujean Descoperit: Cluj-Napoca Material: Cana din argint este parțial aurit, realizat prin ciocănire și turnare                                                                                     | Cană de împărtășanie cu bază circulară, corpul este tronconic. Talpa, buza și marginea capacului sunt articulate cu brâuri profilate. Corpul pe partea superioară si cea inferioară este ornamentat cu motive Rollwerk incizate. Pe partea centrală a corpului, într-o cunună de lauri este gravată inscripția de danie în limba maghiară: EZ LEGIEN: / AZ ISTENNEK: DI/CZERETIRE: AZ EO / ANIAZENTEGIHAZA/NAK: AZTALANAK: / TIZTELETIRE: AT/KOZOT: LEGIEN: VA/LAKI EZT: MAGANAK / TVLAJDONITIA: / ANNO: DOMINI: /1: 6: 0: 6:. Capacul bombat este decorat în jurul butonului cu o bandă aurită, care poartă numele comanditarului: GEORG EIBEN KATHARINA. Butonul de forma unei sirene înaripate este produs prin turnare. În interiorul capacului este aplicată o placă de argint aurit, care poartă blazonul heraldic al comanditarului reprezentată într-o cunună de laur. Toarta arcuită poartă o compoziție turnată, alcătuită din motive Rollwerk și se termină într-un blazon heraldic renascentist, care este decorat cu o mască turnată. Șarniera arcuită prezintă un cap de putti înaripat. Elementele decorative sunt aurite. Sigla meșterului clujean SV este ștanțat de două ori pe fundul cănii, una dintre sigle ilizibilă. Tot pe fundul cănii apare o altă inscripție gravată cu litere antiqua: EMELLET KET KARAKAI ABROS A KET ASTALRAVALO ES OTVENARANAT AZ KET EGIHAZNA/K EPITESERE VALLO. | Parohia Unitariană Cluj-Napoca, Cluj             | Cimec    |
|      | Potir Autor: necunoscut                                                                                    | Datare: prima jumătate a sec. al XVII-lea; 1636 Școală: Atelier clujean Descoperit: Cluj-Napoca Material: Potirul este realizat din argint aurit, prin turnare, ciocănire, ajurare, gravare, cizelare.                                                              | Potirul confecționat din argint aurit are talpa hexalobă, decorată cu frunze de viță de vie și ciorchini de struguri traforate, cu colțuri accentuate de câte o frunză de acant. Bordura tălpii este înaltă, ajurată cu cvadrilobi. Partea superioară a tălpii și suprafața piciorului hexagonal sunt acoperite cu motive de vrejuri traforate, între care este aplicată câte o floare. între picior și fusul hexagonal este situată o manșetă hexagonală, accentuată cu o friză de crini. Pe laturile fusului hexagonal apar cvadrilobi. Nodul sferic turtit este decorat cu butoni hexalobați în care apar flori decupate. între butoni sunt intercalați frunze ciocănite în relief, accentuate cu motive florale turnate, dispuse în chenar de filigran. Cupa este ușor evazată spre gură, pe partea superioară este gravată inscripția de danie în limba maghiară: AZ EGY IGAZ ISTENNEK TIZTESSEGERE AZ ZENT GVeLEKEZETNEK EPVeLETIRE / CZINALTATTA TEOLCZIERES PETER ANNO 1636 DIE 12 MARCY. Suportul cupei are o compoziție renascentistă, formată din vrejuri decupate și flori aplicate. Compoziția suportului este încoronată de o friză de flori. Nemarcată. | Parohia Unitariană Cluj-Napoca, Cluj             | Cimec    |
|      | Patenă de împărtășanie Autor: necunoscut                                                                   | Datare: prima jumătate a sec. al XVII-lea; 1636 Școală: Atelier clujean Descoperit: Cluj-Napoca Material: Farfuria din argint, parțial aurit este realizat prin ciocănire și gravare                                                                                | Patena are o formă circulară, cu bordură lată și centru nedecorat. Pe partea inferioară a bordurii apare inscripția de danie în limba maghiară, gravată cu litere antiqua: TEOLCzERES PETERNE ANNA AsZONI ANNO DOMINI 1636 Die 12 Marcy. Partea superioară a patenei este aurită. Farfuria nu este marcată. | Parohia Unitariană Cluj-Napoca, Cluj             | Cimec    |
|      | Farfurie de împărtășanie Autor: necunoscut                                                                 | Datare: mijlocul sec. al XVI-lea; 1560 Școală: Atelier transilvănean Descoperit: Cluj-Napoca Material: Farfuria din argint, parțial aurit este realizat prin ciocănire și gravare.                                                                                  | Farfuria în formă circulară are fundul plat, marginea bordurii înguste este accentuată cu un brâu profilat, aurit. Partea centrală a farfuriei este decorată cu un scut renascentist care poartă monograma SM, aceasta aparține comanditarului și este neidentificată la momentul actual. Scutul este înconjurat de anul 1560 și monograma SM. Piesa este nemarcată. | Parohia Unitariană Cluj-Napoca, Cluj             | Cimec    |
|      | Pahar cu soclu Autor: necunoscut                                                                           | Datare: mijlocul sec. al XVI-lea Școală: Atelier clujean Descoperit: Cluj-Napoca Material: Paharul este realizat din argint, parțial aurit, prin turnare, ajurare, cizelare                                                                                         | Paharul cu soclu confecționat din argint este parțial aurit, are talpa hexagonală, gură hexalobă și corp cu 12 laturi. Marginea tălpii este decorată cu un șir de palmete. Bordura este ajurată cu o galerie de cvadrilobi, alternată cu motive gotice. Întreaga suprafață a tălpii este aurită. O friză alcătuită de flori stilizate de crin și un fir de argint răsucit desparte corpul de soclul paharului. Corpul plat este articulat de un brâu turnat, format de un șir de funie flancat de câte un șir de lalele stilizate. Partea superioară a corpului este hexalobă, cu gură profilată. Elementele decorative sunt aurite. Piesa este nemarcată. | Parohia Unitariană Cluj-Napoca, Cluj             | Cimec    |
|      | Paharul lui Francisc David Autor: necunoscut                                                               | Datare: mijlocul sec. al XVI-lea Școală: Atelier clujean Descoperit: Cluj-Napoca Material: Paharul este realizat din argint, parțial aurit, prin turnare, ajurare, cizelare                                                                                         | Paharul cu soclu este confecționat din argint, parțial aurit, are talpa hexagonală, gură hexalobă și corp cu 12 laturi. Marginea tălpii este decorată cu un șir de palmete, bordura este ajurată cu o galerie de cvadrilobi, alternată cu motive gotice. Întreaga suprafață a tălpii este aurită. O friză alcătuită de flori stilizate de crin și un fir de argint răsucit desparte corpul de soclul paharului. Friza este fragmentară. Corpul plat este articulat de un brâu turnat, format de un șir de funie flancat de câte un șir de lalele stilizate. Partea superioară a corpului este hexalobă, cu gură profilată. Elementele decorative sunt aurite. Piesa este nemarcată. | Parohia Unitariană Cluj-Napoca, Cluj             | Cimec    |
|      | Cană de împărtășanie Autor: necunoscut                                                                     | Datare: prima jumătate a sec. al XVI-lea; 1537 Școală: Atelier clujean Descoperit: Cluj-Napoca Material: Cană din cositor este realizat prin turnare, strunjire, gravare                                                                                            | Cana de cositor are talpa îngustă, inelară. Corpul tronconic este sprijinit pe trei piciorușe turnate, care au forma unor picioare de animal, ținând câte o mască feminină. Corpul cănii este împărțit în patru registre orizontale, de lățime diferită, delimitate de un brâu în relief și două brâie gravate. Cele două registre centrale sunt ornamentate cu motive în solzi de pește, iar celelalte cu câte două frize alcătuite din motive vegetale. În partea opusă toartei este gravat un scut heraldic renascentist, care poartă emblema (cheie) și monograma S(anctus) P(etrus) a proprietarului (biserica catolică Sfântu Petru din Cluj) și anul 1537. Capacul plat cu margine verticală este dotat cu buton în formă de balustru, în jurul căreia este gravată inscripția: TEMPLOM / ZEN. PETERHOZ VALO. În fața inscripției a fost zgâriat în mod ulterior: Bohhs Sebestie[n]. Șarniera și toarta arcuită sunt nedecorate. Interiorul capacului prezintă o plachetă turnată în relief, rozetă cu bordură perlată. Placheta turnată în relief, dispusă pe fundul vasului îl reprezintă pe Sfântu Gheorghe călare, luptând cu balaurul. Toarta poartă stema foarte ștearsă a orașului Cluj (?), dar și marca neidentificată a meșterului, care reprezintă un cap de femeie. Cana are dimensiuni mari. | Parohia Unitariană Cluj-Napoca, Cluj             | Cimec    |
|      | Pocal de botez Autor: Johannes Crisopphorus Schwartz                                                       | Datare: sfârșitul secolului al XVII-lea, începutul sec. al XVIII-lea Școală: Atelier sibian Descoperit: Cluj-Napoca Material: Pocalul este realizat din argint parțial aurit, prin turnare, ciocănire în relief, decupare, gravare, cizelare, poansonare            | Potirul este confecționat din argint aurit, are talpa circulară, plată, reliefată cu flori mari învolburate, dispuse în orizontală. Ornamentația suprafeței specifică barocului a fost realizată prin technicile ciocănirii în relief și turnării. Piciorul sferic turtit este ornamentat cu motive vegetale, frunze și vrejuri sinuoase decupate în foaie subțire de argint, pe care se sprijină fusul format dintr-un soldat roman, realizat prin turnare. Inițial, talpa a fost realizată ca un capac cu buton turnat. Casca soldatului a fost prelungită, acest element ține cupa în formă de pâlnie. Suportul înalt al cupei este decupat cu flori mari și frunze învolburante. Pe marginea gurii a fost poansonată ulterior inscripția de danie: RÁKOSI NAGY FERENTZ ÉS RÁZMÁNY HEDVIGA ATTÁK A KOLOSV[ári] UNIT[árius] EKKLE[siá]NAK 1785. Realizarea inscripției cel mai probabil aparține meșterului clujean Szakâll Jânos. Capacul bombat cu decor identic cu talpa are o margine ondulată. Butonul sferic este înconjurat cu frunze decupate în foaie subțire de argint. Autorul pocalului, după cum reiese din sigla meșterului ICS, stanțată pe marginea tălpii, a fost Johannes Crisophorus Schwartz (1689-1705) din Sibiu. | Parohia Unitariană Cluj-Napoca, Cluj             | Cimec    |
|      | Set comuniune pentru bolnavi Autor: Szakall Janos                                                          | Datare: ultimul sfert al sec. al XVIII-lea; 1788 Școală: Atelier clujean Descoperit: Cluj-Napoca Material: Setul de comuniune este realizat din argint parțial aurit, prin ciocănire, poansonat                                                                     | Setul de comuniune pentru bolnavi are formă piriformă, compus din trei piese: o ceașcă, o carafă și un pahar cu talpă. Setul este realizat din argint, parțial aurit, singurul decor fiind inscripțiile de danie poansonate pe cele trei elemente. Paharul cu talpă are bază circulară, bombată, pe marginea tălpii se află inscripția de danie: RA[kosi] NAGY FE[renc] RAZ[mány] HED[viga] 1788. Fusul scund este cilindric. Corpul cilindric este puțin evazat spre gură, unde a fost poansonată inscripția biblică: URAM NEM VAGYOK ÉN ARRA MÉLTÓ HOGY AZ ÉN HÁZAMBA JÖJJ, HA NEM TSAK / SZOVAL PARANTSOLJ, ÉS MEGGYÓGYUL Á TE SZOLGÁD ÉS SZOLGÁLÓD. MAT. VIII. V.8. în linia inscripției paharul este aurit. Carafa este piriformă, cu bază circulară și gură îngustă. Gura este accentuată cu un brâu profilat și aurit. Inscripția de danie a fost poansonată pe partea inferioară a corpului, iar inscripția referitoare la autorul piesei pe fundul piesei: FECIT JOH[annes] SZAKÁLL REG. FISC. AURICAMPSOR ET PAGAMENTARIUS 1788. Ceașca adâncă are o talpă circulară pe unde a fost poansonată inscripția de danie. Peretele piesei sunt nedecorate, gura aurită este accentuată cu brâuri gravate. Autorul ansamblului a fost meșterul clujean Szakall Janos (1748-1792). | Parohia Unitariană Cluj-Napoca, Cluj             | Cimec    |
|      | Pafta cu frunziș                                                                                           | Datare: sf.sec.al XVI. Școală: Atelier săsesc Descoperit: necunoscută Material: Confecționat din argint aurit, turnat, ciocănit, cizelat, decorat cu pietre semiprețioase, sticlă colorată și perle veritabile.                                                     | Pafta “cu frunziș” de formă circulară, ușor bombată, decorată cu perle, pietre semiprețioase și sticlă colorată montate în casete din argint, între care sunt intercalate motive de frunze, decupate din foiță de argint. Bordura paftalei este confecționată din două lanțuri răsucite, din argint aurit. Pe dosul piesei se poate observa o intervenție ulterioară în centrul câmpului. Agrafa paftalei este simplă, nemarcată. Lipsesc patru casete cu sticlă colorată, niturile de susținere ale acestora și o perlă de pe bordură. Două perle de pe bordură sunt înlocuite cu mărgele de argint. | Muzeul Național de Istorie a Transilvaniei, Cluj | Cimec    |
|      | Pafta cu melci Autor: Kirtscher, Franciscus                                                                | Datare: mijl. sec. XVII. mij. sec. XVII. mijl. sec. XVII. Școală: Atelier sibian Descoperit: necunoscută Material: Confecționat din argint aurit, turnat, ciocănit, cizelat, decorat cu email, almandine, turcoaze și sticlă colorată.                              | Pafta circulară, bombată, cu bordură evazată și câmp circular acoperite cu ornamente exuberante. Bordura este decorată cu șase paftale circulare, bombate, cu bordură evazată și câmp circular acoperite cu ornamente exuberante. Bordura este decorată cu șase pietre de dimensiuni mari, montate în casete, trei dintre acestea fiind almandine, celelalte trei fiind din sticlă. Casetele sunt fixate de fundal cu nituri decorative, prin intermediul unor plăci subțiri de argint, acoperite cu email de culoare albastru închis și verde închis. Spațiile dintre casete sunt umplute cu decorații simetrice, compuse din melci, turcoaze și mărgele din argint montate în casete încadrate de frunze decupate, fixate pe o placă subțire. Câmpul central este ornamentat cu o sticlă de culoare roșie și trei almandine montate în casete, între care sunt intercalate melci, almandine, turcoaze, sticlă de culoare albastră și mărgele din argint. Marginea bordurii și al câmpului central sunt accentuate cu un lanț răsucit. Pe agrafa din dosul paftalei se află sigla de meșter FK 37, care poate fi identificată cu persoana argintarului sibian Franciscus Kirtscher care, conform cifrei încorporate în sigla de meșter, a devenit membrul breslei argintarilor sibieni începând din anul 1637. | Muzeul Național de Istorie a Transilvaniei, Cluj | Cimec    |
|      | Pafta cu melci                                                                                             | Datare: jum. a doua a sec. XVII. Școală: Atelier săsesc Descoperit: necunoscută Material: Confecționat din argint aurit, turnat, ciocănit, cizelat, decorat cu email pictural, almandine, turcoaze, sticlă colorată și perle veritabile.                            | Pafta circulară, bombată, cu bordură evazată și câmp circular presărat cu o serie de motive variate. În centrul paftalei se află o sticlă de culoare roșie de dimensiuni mari, suprafața bordurii și a câmpului central fiind decorate cu câte șase pietre semiprețioase (almandine alternate cu turcoaze) montate în casete. Casetele sunt fixate de fundal cu nituri decorative, prin intermediul unor plăci subțiri de argint, acoperite cu email de culoare albastru închis și verde închis. Spațiile dintre pietre sunt umplute de câte șase compoziții simetrice, compuse din melci, frunze, sticlă de culoare roșie, almandine, turcoaze și perle. Sticla centrală este scoasă în evidență printr-un șir de foițe de argint acoperite cu email pictat de culoarea coralului, cu capetele arcuite, dispuse radial în jurul pietrei, alternate cu foițe din argint aurit, decorate la capete cu almandine și turcoaze încastrate. Marginea bordurii și a câmpului central sunt marcate cu câte o cunună de lauri circulară, realizată prin ciocănire, legată pe alocuri cu panglici subțiri. Piesa este nemarcată. | Muzeul Național de Istorie a Transilvaniei, Cluj | Cimec    |
|      | Pafta Autor: Repser, Michael (1673–1717)                                                                   | Datare: jum. a doua a sec. XVII. Școală: Atelier brașovean Descoperit: necunoscută Material: Confecționat din argint aurit, turnat, ciocănit, decupat, cizelat, decorat cu email, perle veritabile, sticlă colorată și pietre semiprețioase: almandine și turcoaze. | Pafta circulară, bombată, cu bordură evazată și câmp circular decorate cu pietre semiprețioase (jaduri și turcoaze) și cu sticlă colorată, perle, ornamente vegetale decupate, plăci de argint acoperite cu email. Suprafața bordurii este parțial acoperită cu plăci de argint, prevăzute cu email de culoare albastru închis, pe care sunt fixate șase pietre semiprețioase de dimensiuni mari, alternate cu câte trei elemente de dimensiuni reduse, almandine, perle și sticlă de culoare roșie. Spațiile ovale delimitate de plăcile de argint emailate sunt umplute cu motive florale din argint decupate și ciocănite. Câmpul central este ornamentat cu o sticlă de culoare roșie, de dimensiuni considerabile, caseta acesteia fiind înconjurată de o sârmă din argint arcuită. Caseta centrală este încadrată de un șir de almandine, turcoaze și sticle de culoare roșie montate în casete, alterate cu foițe de argint smălțuite, asemănătoare unor frunze ascuțite, ușor arcuite. Un al doilea cerc concentric al câmpului central este prevăzut cu o decorație asemănătoare bordurii, cu șase almandine de dimensiuni mari, montate în casete, alterate cu perle și almandine de dimensiuni reduse, fixate de fundal prin intermediul unor fâșii de argint acoperite cu smalț albastru închis, spațiile dintre acestea fiind umplute cu flori decupate din argint. Specificul piesei se datorează decorației perlelor, acestea formând de fapt niște decorații florale stilizate, perlele fiind încadrate de un șir de petale simple, acoperite cu pastă de sticlă de culoarea verde și albastru, în nuanțe identice cu almandinele și cu turcoazul. Marginea câmpului central și a bordurii sunt încadrate de câte un lanț din argint răsucit. Conform siglei de meșter MR, combinată cu o coroană deschisă, cu șapte ramuri, ciocănită de agrafa de pe reversul paftalei, piesa a fost confecționată de argintarul brașovean Michael Repser (decedat în anul 1717). | Muzeul Național de Istorie a Transilvaniei, Cluj | Cimec    |
|      | Pafta cu frunziș Autor: Bartholomeus (Bartesch) Igell Junior (?)                                           | Datare: deceniul al treilea al sec. XVII. Școală: Atelier săsesc Descoperit: necunoscută Material: Confecționat din argint aurit, turnat, ciocănit, cizelat, decorat cu email pictural și pietre semiprețioase.                                                     | Pafta circulară, bombată, cu bordură evazată și câmp circular decorate cu pietre semiprețioase și cu sticlă colorată, perle, ornamente vegetale decupate, plăci de argint acoperite cu email. Suprafața bordurii este parțial acoperită cu plăci de argint, prevăzute cu email de culoare albastru închis, pe care sunt fixate șase pietre semiprețioase de dimensiuni mari, alternate cu câte trei elemente de dimensiuni reduse, almandine, perle și sticlă de culoare roșie. Spațiile ovale delimitate de plăcile de argint emailate sunt umplute cu motive florale din argint decupate și ciocănite. Câmpul central este ornamentat cu o sticlă de culoare roșie, de dimensiuni considerabile, caseta acesteia fiind înconjurată de o sârmă din argint arcuită. Caseta centrală este încadrată de un șir de almandine, turcoaze și sticle de culoare roșie montate în casete, alterate cu foițe de argint smălțuite, asemănătoare unor frunze ascuțite, ușor arcuite. Un al doilea cerc concentric al câmpului central este prevăzut cu o decorație asemănătoare bordurii, cu șase almandine de dimensiuni mari, montate în casete, alternate cu perle și almandine de dimensiuni reduse, fixate de fundal prin intermediul unor fâșii de argint acoperite cu smalț albastru închis, spațiile dintre acestea fiind umplute cu flori decupate din argint. Specificul piesei se datorează decorației perlelor, acestea formând de fapt niște decorații florale stilizate, perlele fiind încadrate de un șir de petale simple, acoperite cu pastă de sticlă de culoarea verde și albastru, în nuanțe identice cu almandinele și cu turcoazul. Marginea câmpului central și a bordurii sunt încadrate de câte un lanț din argint răsucit. Conform siglei de meșter MR, combinată cu o coroană deschisă, cu șapte ramuri, ciocănită de agrafa de pe reversul paftalei, piesa a fost confecționată de argintarul brașovean Michael Repser (decedat în anul 1717).                     | Muzeul Național de Istorie a Transilvaniei, Cluj | Cimec    |
|      | Pafta cu melci                                                                                             | Datare: jum. a doua a sec. XVII. Școală: Atelier săsesc Descoperit: necunoscută Material: Confecționat din argint aurit, turnat, decupat, cizelat, decorat cu email, perle veritabile, turcoaze, almandine și sticlă colorată.                                      | Pafta circulară, bombată, cu bordură evazată și câmp circular presărat cu o serie de motive variate. În centrul paftalei se află o sticlă de culoare bordo, ovală, de dimensiuni considerabile, suprafața bordurii și a câmpului central fiind decorate cu câte șase pietre semiprețioase (jaduri și turcoaze) montate în casete. Casetele sunt fixate de fundal cu nituri decorative, prin intermediul unor plăci subțiri de argint, acoperite cu email de culoare albastru închis. Spațiile dintre pietre sunt completate de câte șase compoziții simetrice, compuse din melci, frunze decupate și perle. Piatra centrală este încadrată de șase frunze decorate cu perle și turcoaze. Piatra centrală este delimitată de câmpul central cu o sârmă din argint, marginea câmpului central și a bordurii fiind marcată cu câte o cunună de lauri, legată pe alocuri cu panglici subțiri. Piesa este nemarcată. | Muzeul Național de Istorie a Transilvaniei, Cluj | Cimec    |
|      | Brâu | Datare: în anul 1692 Școală: Atelier transilvănean Descoperit: Cluj-Napoca Material: Confecționat din argint aurit, turnat, ciocănit, cizelat, decorat cu email transilvănean.                                                                                      | Brâu ornamental compus din două catarame și șapte butoni, fixați cu ocazia reconstituirii brâului pe o bandă de catifea de culoare neagră. Cataramele sunt realizate din argint aurit, cu un decor vegetal ciocănit, confecționate din plăci de formă alungită, cu contur arcuit și țuguiate la extremități, fixate de material prin nituri cu capete rotunjite. Întreaga suprafață a cataramelor este acoperită cu email transilvănean, reprezentând câte un buchet de flori compus din bujori, boboci de bujori întredeschiși și lalele, pe un fundal de culoarea turcoazului, pictate cu detalii minuțioase. Suprafața emailată este încadrat de o sârmă răsucită din argint aurit. Cei șapte butoni circulari sunt realizate din argint aurit, acoperiți cu email pictat. Butonii sunt alcătuiți din mai multe rânduri de petale de culoare verde-smarald, roz, alb și albastru-turcoaz. Fragmentele brâului au fost scoase la iveală în anul 1911, cu ocazia săpăturilor arheologice efectuate în biserica reformată din strada Mihail Kogălniceanu din Cluj, din cripta lui László Székely de Ineu (Borosjenő), decedat în anul 1692. | Muzeul Național de Istorie a Transilvaniei, Cluj | Cimec    |
|      | Brâu | Datare: jum. a doua a sec. XVIII. Școală: neidentificat Descoperit: necunoscută Material: Confecționat din argint filigranat, parțial aurit. | Brâu ornamental din argint, compus din elemente dreptunghiulare decorate cu motive vegetale confecționate din filigran, prinse într-un șir lung de 81 cm prin verigi circulare din argint. Specificul brâului se datorează faptului că elementele sunt aurite doar parțial, cele aurite fiind dispuse alternativ cu cele de culoarea argintului. Brâul este prevăzut cu o cataramă florală, compusă din patru petale arcuite, confecționate din filigran. Pe dosul cataramei pot fi observate urmele unor intervenții ulterioare cu ocazia unor renovări. Piesa este nemarcată. | Muzeul Național de Istorie a Transilvaniei, Cluj | Cimec    |
|      | Brâu Autor: May II, Michael                                                                                | Datare: jum. a doua a sec. XVIII. Școală: Atelier brașovean Descoperit: necunoscută Material: Confecționat din mătase, brocart, argint aurit, turnat, decupat, cizelat, decorat cu sticlă colorată.                                                                 | Brâu săsesc, caracteristic portului săsesc orășenesc, confecționat dintr-o curea din piele, îmbrăcat pe latura exterioară cu brocart auriu, iar pe latura interioară cu catifea roșie, catifeaua fiind completată ulterior cu ocazia unei restaurări cu stofă cu carouri. Pe suprafața brocartului sunt nouă aplici, compuse din câte un strat din frunze de acant stilizate, alternate cu lalele, un strat de frunze de trifoi și câte șase straturi de petale, decupate din foiță de argint, prevăzute în centru cu câte o sticlă colorată de culoare roșie și albastră. Brâurile sunt prevăzute la capete cu catarame dreptunghiulare, cu capetele rotunjite, decorate cu o serie de motive baroce decupate, diferite flori, frunze și vrejuri, ce acoperă întreaga suprafață a panoului cu chenar plat. Cataramele sunt confecționate din argint aurit. Pe dosul cataramelor poate fi identificat semnul orașului Brașov și sigla argintarului Michael May II (activ începând din anul 1718, a devenit meșterul breslei argintarilor brașoveni în anul 1769, decedat în anul 1776). | Muzeul Național de Istorie a Transilvaniei, Cluj | Cimec    |
|      | Brâu Autor: Olescher jr., Georg                                                                            | Datare: prima jum. sec. XVIII. Școală: Atelier brașovean Descoperit: necunoscută Material: Confecționat din argint aurit, turnat, decupat, cizelat, decorat cu email, perle, turcoaze și sticlă colorată.                                                           | Brâu săsesc confecționat din material textil, îmbrăcat pe latura exterioară cu catifea de culoare maro și cu o bandă din brocart auriu. Pe suprafața brocartului sunt opt aplice circulare, capetele brâului având catarame dreptunghiulare, cu capetele rotunjite. Cataramele sunt decorate cu o serie de motive baroce decupate, un mascheron cu plete zburlite, încadrat de câte o scoică și o mulțime de vrejuri care acoperă întreaga suprafață a panoului cu chenar plat. Vrejurile sunt completate cu motive vegetale variate, coșuri cu flori și fructe (rodii). Cataramele sunt confecționate din argint aurit. Aplicele brâului au forma unor capsule, fiind decorate pe partea laterală cu un șir de motive vegetale traforate, completate pe partea superioară cu turcoaze, perle, o sticlă centrală de culoare roz închis, încadrat de petale trilobate, acoperite cu email transilvănean, de culoare albastru, alb și roz deschis. Conform siglei de meșter de pe dosul cataramelor piesa a fost confecționată de către argintarul brașovean Georgius Olescher junior (decedat în anul 1761). | Muzeul Național de Istorie a Transilvaniei, Cluj | Cimec    |
|      | Brâu | Datare: 1807 Școală: Atelier vienez Descoperit: necunoscută, Austria Material: Confecționat din argint filigranat și brocart. | Brâul ornamental este confecționat din câte trei rânduri de jumătăți de tuburi filigranate, prinse între ele de câtre trei inele, respectiv de câte patru șiruri de lanțuri. Tuburile filigranate au formă dreptunghiulară, cu capetele rotunjite, decorate cu motive flori cu opt petale și vrejuri realizate din sârmă de argint, structura fiind ornată cu filigran din argint. Unul dintre capetele brâului este prevăzut cu o cataramă simplă, de celălalt capăt fiind fixată o bandă de brocart de mătase de culoare galbenă. Două dintre tuburile de filigran au cu câte un lanț gros de susținere, cu câte cu o carabină la capăt. Catarama este marcată cu o serie de sigle, semne și ștampile. Prima este o compoziție realizată din anul confecționării 1807 și o marcă de calitate, înscrise într-un dreptunghi cu partea superioară rotunjită, precum trei monograme: CA, FR și AR. Primul semn, respectiv monograma CA este o ștampilă vieneză folosită în cazul pieselor din argint de mărime mijlocie în perioada 1806-1809, al doilea, cu monograma FR este un timbru de răscumpărare a imperiului austro-ungar din perioada 1809-1810 (Freistempel), al treilea fiind o siglă de meșter neidentificată. | Muzeul Național de Istorie a Transilvaniei, Cluj | Cimec    |
|      | Cercel cu perle                                                                                            | Datare: sec. XVII, înc. Sec. XVIII. Școală: Atelier transilvănean Descoperit: necunoscută Material: Confecționate din perle montate în aur, cu plăci de auri decorate cu email.                                                                                     | Cercel din aur, compus dintr-un corp central, sistem de închidere de tipul buclei cu cârlig, cu trei pandantive. Corpul central are formă de floare, cu patru petale, încadrat de încă două rânduri de petale, încadrate de o sârmă răsucită din aur, petalele fiind acoperite cu email pictat de culoare alb-verde. Corpul central este decorat cu patru mărgele de perlă veritabilă. Corpul susține trei pandantive compuse dintr-o serie de perle fixate în forma unor ciorchini de struguri, prevăzute pe partea superioară și cea inferioară de câte o placă din argint aurit de forma unei rozete, cu petale încadrate de sârmă răsucită. Formează o pereche cu piesa de la nr. inv. F 22734. | Muzeul Național de Istorie a Transilvaniei, Cluj | Cimec    |
|      | Cercei cu perle                                                                                            | Datare: sec. XVII, înc. Sec. XVIII. Școală: Atelier transilvănean Descoperit: necunoscută Material: Confecționat din perle montate în aur, cu plăci de auri decorate cu email.                                                                                      | Cercel din aur, compus dintr-un corp central, sistem de închidere de tipul buclei cu cârlig, cu trei pandantive. Corpul central are formă de floare, cu patru petale, încadrat de încă două rânduri de petale, încadrate de o sârmă răsucită din aur, petalele fiind acoperite cu email pictat de culoare alb-verde. Corpul central este decorat cu patru mărgele de perlă veritabilă. Corpul susține trei pandantive compuse dintr-o serie de perle fixate în forma unor ciorchini de struguri, prevăzute pe partea superioară și cea inferioară de câte o placă din argint aurit de forma unei rozete, cu petale încadrate de sârmă răsucită. Formează o pereche cu piesa de la nr. inv. F 22733. | Muzeul Național de Istorie a Transilvaniei, Cluj | Cimec    |
|      | Brățară din aur cu email transilvănean și granate                                                          | Datare: sec. XVII. Școală: Atelier transilvănean Descoperit: Cluj-Napoca Material: Confecționat din aur, decorat cu email transilvănean și cu granate. | Brățara este compusă dintr-un șir format din 31 de unități de forma unor flori, compuse din granate șlefuite, încastrate în monturi din aur, încadrate de câte șase petale semicirculare, prevăzute cu email transilvănean de culoare albă, decorate cu câte un punct negru în centrul petalelor. Unitățile de bază sunt prinse între ele cu câte o pereche de verigi circulare din aur. Unitatea centrală este prevăzută cu un pandantiv în formă de fundă, confecționată din foiță de aur, decorată în partea centrală cu o granată șlefuită, suprafețele urechiușelor panglicii fiind acoperite cu email transilvănean de culoare albă, cu puncte negre și cu email albastru deschis. Funda este prevăzută cu un alt element decorativ suspendat în formă de floare, fixat de fundă cu o pereche de verigi, compus dintr-o granată încadrată de șase petale semicirculare, acoperite cu email transilvănean de culoare albă, cu câte un punct negru, alternate cu petale alungite, decorate cu email de culoare albastru deschis. Din șirul celor 31 de granate șlefuite două lipsesc, casetele acestora fiind umplute cu pastă de sticlă. | Muzeul Național de Istorie a Transilvaniei, Cluj | Cimec    |
|      | Cutie decorativă                                                                                           | Datare: sec. XVIII. Școală: Atelier transilvănean Descoperit: necunoscută Material: Confecționatdin argint, turnat, cizelat, decorat cu email transilvănean. | Recipient oval, cu capac decorat cu email transilvănean, reprezentând o decorație florală deosebit de bogată și minuțios lucrată, compusă din lalele, bujori, garoafe, flori de nu-mă-uita, clopoței și iriși. Interiorul cutiei este aurit. | Muzeul Național de Istorie a Transilvaniei, Cluj | Cimec    |
|      | Pahar octogonal cu soclu din argint aurit Autor: May (unul dintre membrii familiei de argintari brașoveni) | Datare: în anul 1720. Școală: Atelier brașovean Descoperit: necunoscută Material: Confecționat din argint aurit, prin turnare, cizelare și ciocănire. | Pahar octogonal cu talpă, brâu și buză profilată cu semibaghete. Talpa este ușor evazată, suprafețele laturilor fiind decorate cu câte un panou gol, cu chenar aurit și interiorul panoului granulat prin ciocănire. Laturile corpului evazat sunt prevăzute de asemenea cu chenare aurite, panourile fiind bogat ornamentate: suprafețele granulate sunt umplute cu o serie de compoziții simetrice și asimetrice, compuse din vrejuri, vaze, frunze, flori de acant și rozete. Pe partea superioară a uneia dintre laturile corpului este incizată într-un cartuș oval monograma JR și anul realizării 1720. Structura octogonală, profilatura și decorația paharului sunt în strânsă legătură cu paharele octogonale ale argintarilor brașoveni din familia May. | Muzeul Național de Istorie a Transilvaniei, Cluj | Cimec    |
|      | Aplică decorativă Autor: VR                                                                                | Datare: sf. sec. XVI. Școală: Atelier transilvănean Descoperit: Cetatea de Baltă (jud. Alba) Material: Confecționat din aur de 22 de carate, prin turnare, cioplire și cizelare, decorat cu email și perle.                                                         | Aplicile de dimensiuni mari descoperite la Cetatea de Baltă erau cusute inițial pe mantia de catifea a defunctei. Acestea sunt compuse din trei părți, o mărgea de perlă veritabilă, o parte centrală de formă semisferică și partea a treia, ușor bombată, toate cele trei fiind perforate la mijloc și fixate între ele cu o sârmă de aur cu gămălie. Cele două registre inferioare ale aplicilor sunt decorate cu foițe de aur granulate, alternate cu motive de vrejuri stilizate afrontate, prevăzute cu email alb și albastru, cu câte un șir de puncte aurii. Pe dosul registrului inferior se află câte o urechiușă pentru fixarea aplicilor, unele dintre piese fiind prevăzute și cu câte o plăcuță de aur cu semnul meșterului argintar VR (din cele 36 de aplici doar 15 sunt prevăzute cu semn de meșter). | Muzeul Național de Istorie a Transilvaniei, Cluj | Cimec    |
|      | Aplică decorativă Autor: VR                                                                                | Datare: sf. sec. XVI. Școală: Atelier transilvănean Descoperit: Cetatea de Baltă (jud. Alba) Material: Confecționat din aur de 22 de carate, prin turnare, cioplire și cizelare, decorat cu email și perle.                                                         | Aplicile de dimensiuni mari descoperite la Cetatea de Baltă erau cusute inițial pe mantia de catifea a defunctei. Acestea sunt compuse din trei părți, o mărgea de perlă din rășină, o parte centrală de formă semisferică și partea a treia, ușor bombată, toate cele trei fiind perforate la mijloc și fixate între ele cu o sârmă de aur cu gămălie. Cele două registre inferioare ale aplicilor sunt decorate cu foițe de aur granulate, alternate cu motive de vrejuri stilizate afrontate, prevăzute cu email alb și albastru, cu câte un șir de puncte aurii. Pe dosul registrului inferior se află câte o urechiușă pentru fixarea aplicilor, unele dintre piese fiind prevăzute și cu câte o plăcuță de aur cu semnul meșterului argintar VR (din cele 36 de aplici doar 15 sunt prevăzute cu semn de meșter). | Muzeul Național de Istorie a Transilvaniei, Cluj | Cimec    |
|      | Aplică decorativă Autor: VR                                                                                | Datare: sf. sec. XVI. Școală: Atelier transilvănean Descoperit: Cetatea de Baltă (jud. Alba) Material: Confecționat din aur de 22 de carate, prin turnare, cioplire și cizelare, decorat cu email și perle.                                                         | Aplicile de dimensiuni mari descoperite la Cetatea de Baltă erau cusute inițial pe mantia de catifea a defunctei. Acestea sunt compuse din trei părți, o mărgea de perlă din rășină, o parte centrală de formă semisferică și partea a treia, ușor bombată, toate cele trei fiind perforate la mijloc și fixate între ele cu o sârmă de aur cu gămălie. Cele două registre inferioare ale aplicilor sunt decorate cu foițe de aur granulate, alternate cu motive de vrejuri stilizate afrontate, prevăzute cu email alb și albastru, cu câte un șir de puncte aurii. Pe dosul registrului inferior se află câte o urechiușă pentru fixarea aplicilor, unele dintre piese fiind prevăzute și cu câte o plăcuță de aur cu semnul meșterului argintar VR (din cele 36 de aplici doar 15 sunt prevăzute cu semn de meșter). | Muzeul Național de Istorie a Transilvaniei, Cluj | Cimec    |
|      | Aplică decorativă Autor: VR                                                                                | Datare: sf. sec. XVI. Școală: Atelier transilvănean Descoperit: Cetatea de Baltă (jud. Alba) Material: Confecționat din aur de 22 de carate, prin turnare, cioplire și cizelare, decorat cu email și perle.                                                         | Aplicile de dimensiuni mari descoperite la Cetatea de Baltă erau cusute inițial pe mantia de catifea a defunctei. Acestea sunt compuse din trei părți, o mărgea de perlă din rășină, o parte centrală de formă semisferică și partea a treia, ușor bombată, toate cele trei fiind perforate la mijloc și fixate între ele cu o sârmă de aur cu gămălie. Cele două registre inferioare ale aplicilor sunt decorate cu foițe de aur granulate, alternate cu motive de vrejuri stilizate afrontate, prevăzute cu email alb și albastru, cu câte un șir de puncte aurii. Pe dosul registrului inferior se află câte o urechiușă pentru fixarea aplicilor, unele dintre piese fiind prevăzute și cu câte o plăcuță de aur cu semnul meșterului argintar VR (din cele 36 de aplici doar 15 sunt prevăzute cu semn de meșter). | Muzeul Național de Istorie a Transilvaniei, Cluj | Cimec    |
|      | Aplică decorativă Autor: VR                                                                                | Datare: sf. sec. XVI. Școală: Atelier transilvănean Descoperit: Cetatea de Baltă (jud. Alba) Material: Confecționat din aur de 22 de carate, prin turnare, cioplire și cizelare, decorat cu email și perle.                                                         | Aplicile de dimensiuni mari descoperite la Cetatea de Baltă erau cusute inițial pe mantia de catifea a defunctei. Acestea sunt compuse din trei părți, o mărgea de perlă din rășină, o parte centrală de formă semisferică și partea a treia, ușor bombată, toate cele trei fiind perforate la mijloc și fixate între ele cu o sârmă de aur cu gămălie. Cele două registre inferioare ale aplicilor sunt decorate cu foițe de aur granulate, alternate cu motive de vrejuri stilizate afrontate, prevăzute cu email alb și albastru, cu câte un șir de puncte aurii. Pe dosul registrului inferior se află câte o urechiușă pentru fixarea aplicilor, unele dintre piese fiind prevăzute și cu câte o plăcuță de aur cu semnul meșterului argintar VR (din cele 36 de aplici doar 15 sunt prevăzute cu semn de meșter). | Muzeul Național de Istorie a Transilvaniei, Cluj | Cimec    |
|      | Aplică decorativă Autor: VR                                                                                | Datare: sf. sec. XVI. Școală: Atelier transilvănean Descoperit: Cetatea de Baltă (jud. Alba) Material: Confecționat din aur de 22 de carate, prin turnare, cioplire și cizelare, decorat cu email și perle.                                                         | Aplicile de dimensiuni mari descoperite la Cetatea de Baltă erau cusute inițial pe mantia de catifea a defunctei. Acestea sunt compuse din trei părți, o mărgea de perlă din rășină, o parte centrală de formă semisferică și partea a treia, ușor bombată, toate cele trei fiind perforate la mijloc și fixate între ele cu o sârmă de aur cu gămălie. Cele două registre inferioare ale aplicilor sunt decorate cu foițe de aur granulate, alternate cu motive de vrejuri stilizate afrontate, prevăzute cu email alb și albastru, cu câte un șir de puncte aurii. Pe dosul registrului inferior se află câte o urechiușă pentru fixarea aplicilor, unele dintre piese fiind prevăzute și cu câte o plăcuță de aur cu semnul meșterului argintar VR (din cele 36 de aplici doar 15 sunt prevăzute cu semn de meșter). | Muzeul Național de Istorie a Transilvaniei, Cluj | Cimec    |
|      | Aplică decorativă Autor: VR                                                                                | Datare: sf. sec. XVI. Școală: Atelier transilvănean Descoperit: Cetatea de Baltă (jud. Alba) Material: Confecționat din aur de 22 de carate, prin turnare, cioplire și cizelare, decorat cu email și perle.                                                         | Aplicile de dimensiuni mari descoperite la Cetatea de Baltă erau cusute inițial pe mantia de catifea a defunctei. Acestea sunt compuse din trei părți, o mărgea de perlă din rășină, o parte centrală de formă semisferică și partea a treia, ușor bombată, toate cele trei fiind perforate la mijloc și fixate între ele cu o sârmă de aur cu gămălie. Cele două registre inferioare ale aplicilor sunt decorate cu foițe de aur granulate, alternate cu motive de vrejuri stilizate afrontate, prevăzute cu email alb și albastru, cu câte un șir de puncte aurii. Pe dosul registrului inferior se află câte o urechiușă pentru fixarea aplicilor, unele dintre piese fiind prevăzute și cu câte o plăcuță de aur cu semnul meșterului argintar VR (din cele 36 de aplici doar 15 sunt prevăzute cu semn de meșter). | Muzeul Național de Istorie a Transilvaniei, Cluj | Cimec    |
|      | Aplică decorativă Autor: VR                                                                                | Datare: sf. sec. XVI. Școală: Atelier transilvănean Descoperit: Cetatea de Baltă (jud. Alba) Material: Confecționat din aur de 22 de carate, prin turnare, cioplire și cizelare, decorat cu email și perle.                                                         | Aplicile de dimensiuni mari descoperite la Cetatea de Baltă erau cusute inițial pe mantia de catifea a defunctei. Acestea sunt compuse din trei părți, o mărgea de perlă din rășină, o parte centrală de formă semisferică și partea a treia, ușor bombată, toate cele trei fiind perforate la mijloc și fixate între ele cu o sârmă de aur cu gămălie. Cele două registre inferioare ale aplicilor sunt decorate cu foițe de aur granulate, alternate cu motive de vrejuri stilizate afrontate, prevăzute cu email alb și albastru, cu câte un șir de puncte aurii. Pe dosul registrului inferior se află câte o urechiușă pentru fixarea aplicilor, unele dintre piese fiind prevăzute și cu câte o plăcuță de aur cu semnul meșterului argintar VR (din cele 36 de aplici doar 15 sunt prevăzute cu semn de meșter). | Muzeul Național de Istorie a Transilvaniei, Cluj | Cimec    |
|      | Aplică decorativă Autor: VR                                                                                | Datare: sf. sec. XVI. Școală: Atelier transilvănean Descoperit: Cetatea de Baltă (jud. Alba) Material: Confecționat din aur de 22 de carate, prin turnare, cioplire și cizelare, decorat cu email și perle.                                                         | Aplicile de dimensiuni mari descoperite la Cetatea de Baltă erau cusute inițial pe mantia de catifea a defunctei. Acestea sunt compuse din trei părți, o mărgea de perlă din rășină, o parte centrală de formă semisferică și partea a treia, ușor bombată, toate cele trei fiind perforate la mijloc și fixate între ele cu o sârmă de aur cu gămălie. Cele două registre inferioare ale aplicilor sunt decorate cu foițe de aur granulate, alternate cu motive de vrejuri stilizate afrontate, prevăzute cu email alb și albastru, cu câte un șir de puncte aurii. Pe dosul registrului inferior se află câte o urechiușă pentru fixarea aplicilor, unele dintre piese fiind prevăzute și cu câte o plăcuță de aur cu semnul meșterului argintar VR (din cele 36 de aplici doar 15 sunt prevăzute cu semn de meșter). | Muzeul Național de Istorie a Transilvaniei, Cluj | Cimec    |
|      | Aplică decorativă Autor: VR                                                                                | Datare: sf. sec. XVI. Școală: Atelier transilvănean Descoperit: Cetatea de Baltă (jud. Alba) Material: Confecționat din aur de 22 de carate, prin turnare, cioplire și cizelare, decorat cu email și perle.                                                         | Aplicile de dimensiuni mari descoperite la Cetatea de Baltă erau cusute inițial pe mantia de catifea a defunctei. Acestea sunt compuse din trei părți, o mărgea de perlă din rășină, o parte centrală de formă semisferică și partea a treia, ușor bombată, toate cele trei fiind perforate la mijloc și fixate între ele cu o sârmă de aur cu gămălie. Cele două registre inferioare ale aplicilor sunt decorate cu foițe de aur granulate, alternate cu motive de vrejuri stilizate afrontate, prevăzute cu email alb și albastru, cu câte un șir de puncte aurii. Pe dosul registrului inferior se află câte o urechiușă pentru fixarea aplicilor, unele dintre piese fiind prevăzute și cu câte o plăcuță de aur cu semnul meșterului argintar VR (din cele 36 de aplici doar 15 sunt prevăzute cu semn de meșter). | Muzeul Național de Istorie a Transilvaniei, Cluj | Cimec    |
|      | Aplică decorativă Autor: VR                                                                                | Datare: sf. sec. XVI. Școală: Atelier transilvănean Descoperit: Cetatea de Baltă (jud. Alba) Material: Confecționat din aur de 22 de carate, prin turnare, cioplire și cizelare, decorat cu email și perle.                                                         | Aplicile de dimensiuni mari descoperite la Cetatea de Baltă erau cusute inițial pe mantia de catifea a defunctei. Acestea sunt compuse din trei părți, o mărgea de perlă din rășină, o parte centrală de formă semisferică și partea a treia, ușor bombată, toate cele trei fiind perforate la mijloc și fixate între ele cu o sârmă de aur cu gămălie. Cele două registre inferioare ale aplicilor sunt decorate cu foițe de aur granulate, alternate cu motive de vrejuri stilizate afrontate, prevăzute cu email alb și albastru, cu câte un șir de puncte aurii. Pe dosul registrului inferior se află câte o urechiușă pentru fixarea aplicilor, unele dintre piese fiind prevăzute și cu câte o plăcuță de aur cu semnul meșterului argintar VR (din cele 36 de aplici doar 15 sunt prevăzute cu semn de meșter). | Muzeul Național de Istorie a Transilvaniei, Cluj | Cimec    |
|      | Aplică decorativă Autor: VR                                                                                | Datare: sf. sec. XVI. Școală: Atelier transilvănean Descoperit: Cetatea de Baltă (jud. Alba) Material: Confecționat din aur de 22 de carate, prin turnare, cioplire și cizelare, decorat cu email și perle.                                                         | Aplicile de dimensiuni mari descoperite la Cetatea de Baltă erau cusute inițial pe mantia de catifea a defunctei. Acestea sunt compuse din trei părți, o mărgea de perlă din rășină, o parte centrală de formă semisferică și partea a treia, ușor bombată, toate cele trei fiind perforate la mijloc și fixate între ele cu o sârmă de aur cu gămălie. Cele două registre inferioare ale aplicilor sunt decorate cu foițe de aur granulate, alternate cu motive de vrejuri stilizate afrontate, prevăzute cu email alb și albastru, cu câte un șir de puncte aurii. Pe dosul registrului inferior se află câte o urechiușă pentru fixarea aplicilor, unele dintre piese fiind prevăzute și cu câte o plăcuță de aur cu semnul meșterului argintar VR (din cele 36 de aplici doar 15 sunt prevăzute cu semn de meșter). | Muzeul Național de Istorie a Transilvaniei, Cluj | Cimec    |
|      | Aplică decorativă Autor: VR                                                                                | Datare: sf. sec. XVI. Școală: Atelier transilvănean Descoperit: Cetatea de Baltă (jud. Alba) Material: Confecționat din aur de 22 de carate, prin turnare, cioplire și cizelare, decorat cu email și perle.                                                         | Aplicile de dimensiuni mari descoperite la Cetatea de Baltă erau cusute inițial pe mantia de catifea a defunctei. Acestea sunt compuse din trei părți, o mărgea de perlă din rășină, o parte centrală de formă semisferică și partea a treia, ușor bombată, toate cele trei fiind perforate la mijloc și fixate între ele cu o sârmă de aur cu gămălie. Cele două registre inferioare ale aplicilor sunt decorate cu foițe de aur granulate, alternate cu motive de vrejuri stilizate afrontate, prevăzute cu email alb și albastru, cu câte un șir de puncte aurii. Pe dosul registrului inferior se află câte o urechiușă pentru fixarea aplicilor, unele dintre piese fiind prevăzute și cu câte o plăcuță de aur cu semnul meșterului argintar VR (din cele 36 de aplici doar 15 sunt prevăzute cu semn de meșter). | Muzeul Național de Istorie a Transilvaniei, Cluj | Cimec    |
|      | Aplică decorativă Autor: VR                                                                                | Datare: sf. sec. XVI. Școală: Atelier transilvănean Descoperit: Cetatea de Baltă (jud. Alba) Material: Confecționat din aur de 22 de carate, prin turnare, cioplire și cizelare, decorat cu email și perle.                                                         | Aplicile de dimensiuni mari descoperite la Cetatea de Baltă erau cusute inițial pe mantia de catifea a defunctei. Acestea sunt compuse din trei părți, o mărgea de perlă din rășină, o parte centrală de formă semisferică și partea a treia, ușor bombată, toate cele trei fiind perforate la mijloc și fixate între ele cu o sârmă de aur cu gămălie. Cele două registre inferioare ale aplicilor sunt decorate cu foițe de aur granulate, alternate cu motive de vrejuri stilizate afrontate, prevăzute cu email alb și albastru, cu câte un șir de puncte aurii. Pe dosul registrului inferior se află câte o urechiușă pentru fixarea aplicilor, unele dintre piese fiind prevăzute și cu câte o plăcuță de aur cu semnul meșterului argintar VR (din cele 36 de aplici doar 15 sunt prevăzute cu semn de meșter). | Muzeul Național de Istorie a Transilvaniei, Cluj | Cimec    |
|      | Aplică decorativă Autor: VR                                                                                | Datare: sf. sec. XVI. Școală: Atelier transilvănean Descoperit: Cetatea de Baltă (jud. Alba) Material: Confecționat din aur de 22 de carate, prin turnare, cioplire și cizelare, decorat cu email și perle.                                                         | Aplicile de dimensiuni mari descoperite la Cetatea de Baltă erau cusute inițial pe mantia de catifea a defunctei. Acestea sunt compuse din trei părți, o mărgea de perlă din rășină, o parte centrală de formă semisferică și partea a treia, ușor bombată, toate cele trei fiind perforate la mijloc și fixate între ele cu o sârmă de aur cu gămălie. Cele două registre inferioare ale aplicilor sunt decorate cu foițe de aur granulate, alternate cu motive de vrejuri stilizate afrontate, prevăzute cu email alb și albastru, cu câte un șir de puncte aurii. Pe dosul registrului inferior se află câte o urechiușă pentru fixarea aplicilor, unele dintre piese fiind prevăzute și cu câte o plăcuță de aur cu semnul meșterului argintar VR (din cele 36 de aplici doar 15 sunt prevăzute cu semn de meșter). | Muzeul Național de Istorie a Transilvaniei, Cluj | Cimec    |
|      | Aplică decorativă Autor: VR                                                                                | Datare: sf. sec. XVI. Școală: Atelier transilvănean Descoperit: Cetatea de Baltă (jud. Alba) Material: Confecționat din aur de 22 de carate, prin turnare, cioplire și cizelare, decorat cu email și perle.                                                         | Aplicile de dimensiuni mari descoperite la Cetatea de Baltă erau cusute inițial pe mantia de catifea a defunctei. Acestea sunt compuse din trei părți, o mărgea de perlă din rășină, o parte centrală de formă semisferică și partea a treia, ușor bombată, toate cele trei fiind perforate la mijloc și fixate între ele cu o sârmă de aur cu gămălie. Cele două registre inferioare ale aplicilor sunt decorate cu foițe de aur granulate, alternate cu motive de vrejuri stilizate afrontate, prevăzute cu email alb și albastru, cu câte un șir de puncte aurii. Pe dosul registrului inferior se află câte o urechiușă pentru fixarea aplicilor, unele dintre piese fiind prevăzute și cu câte o plăcuță de aur cu semnul meșterului argintar VR (din cele 36 de aplici doar 15 sunt prevăzute cu semn de meșter). | Muzeul Național de Istorie a Transilvaniei, Cluj | Cimec    |
|      | Aplică decorativă Autor: VR                                                                                | Datare: sf. sec. XVI. Școală: Atelier transilvănean Descoperit: Cetatea de Baltă (jud. Alba) Material: Confecționat din aur de 22 de carate, prin turnare, cioplire și cizelare, decorat cu email și perle.                                                         | Aplicile de dimensiuni mari descoperite la Cetatea de Baltă erau cusute inițial pe mantia de catifea a defunctei. Acestea sunt compuse din trei părți, o mărgea de perlă din rășină, o parte centrală de formă semisferică și partea a treia, ușor bombată, toate cele trei fiind perforate la mijloc și fixate între ele cu o sârmă de aur cu gămălie. Cele două registre inferioare ale aplicilor sunt decorate cu foițe de aur granulate, alternate cu motive de vrejuri stilizate afrontate, prevăzute cu email alb și albastru, cu câte un șir de puncte aurii. Pe dosul registrului inferior se află câte o urechiușă pentru fixarea aplicilor, unele dintre piese fiind prevăzute și cu câte o plăcuță de aur cu semnul meșterului argintar VR (din cele 36 de aplici doar 15 sunt prevăzute cu semn de meșter). | Muzeul Național de Istorie a Transilvaniei, Cluj | Cimec    |
|      | Aplică decorativă Autor: VR                                                                                | Datare: sf. sec. XVI. Școală: Atelier transilvănean Descoperit: Cetatea de Baltă (jud. Alba) Material: Confecționat din aur de 22 de carate, prin turnare, cioplire și cizelare, decorat cu email și perle.                                                         | Aplicile de dimensiuni mari descoperite la Cetatea de Baltă erau cusute inițial pe mantia de catifea a defunctei. Acestea sunt compuse din trei părți, o mărgea de perlă din rășină, o parte centrală de formă semisferică și partea a treia, ușor bombată, toate cele trei fiind perforate la mijloc și fixate între ele cu o sârmă de aur cu gămălie. Cele două registre inferioare ale aplicilor sunt decorate cu foițe de aur granulate, alternate cu motive de vrejuri stilizate afrontate, prevăzute cu email alb și albastru, cu câte un șir de puncte aurii. Pe dosul registrului inferior se află câte o urechiușă pentru fixarea aplicilor, unele dintre piese fiind prevăzute și cu câte o plăcuță de aur cu semnul meșterului argintar VR (din cele 36 de aplici doar 15 sunt prevăzute cu semn de meșter). | Muzeul Național de Istorie a Transilvaniei, Cluj | Cimec    |
|      | Aplică decorativă Autor: VR                                                                                | Datare: sf. sec. XVI. Școală: Atelier transilvănean Descoperit: Cetatea de Baltă (jud. Alba) Material: Confecționat din aur de 22 de carate, prin turnare, cioplire și cizelare, decorat cu email și perle.                                                         | Aplicile de dimensiuni mari descoperite la Cetatea de Baltă erau cusute inițial pe mantia de catifea a defunctei. Acestea sunt compuse din trei părți, o mărgea de perlă din rășină, o parte centrală de formă semisferică și partea a treia, ușor bombată, toate cele trei fiind perforate la mijloc și fixate între ele cu o sârmă de aur cu gămălie. Cele două registre inferioare ale aplicilor sunt decorate cu foițe de aur granulate, alternate cu motive de vrejuri stilizate afrontate, prevăzute cu email alb și albastru, cu câte un șir de puncte aurii. Pe dosul registrului inferior se află câte o urechiușă pentru fixarea aplicilor, unele dintre piese fiind prevăzute și cu câte o plăcuță de aur cu semnul meșterului argintar VR (din cele 36 de aplici doar 15 sunt prevăzute cu semn de meșter). | Muzeul Național de Istorie a Transilvaniei, Cluj | Cimec    |
|      | Aplică decorativă Autor: VR                                                                                | Datare: sf. sec. XVI. Școală: Atelier transilvănean Descoperit: Cetatea de Baltă (jud. Alba) Material: Confecționat din aur de 22 de carate, prin turnare, cioplire și cizelare, decorat cu email și perle.                                                         | Aplicile de dimensiuni mari descoperite la Cetatea de Baltă erau cusute inițial pe mantia de catifea a defunctei. Acestea sunt compuse din trei părți, o mărgea de perlă din rășină, o parte centrală de formă semisferică și partea a treia, ușor bombată, toate cele trei fiind perforate la mijloc și fixate între ele cu o sârmă de aur cu gămălie. Cele două registre inferioare ale aplicilor sunt decorate cu foițe de aur granulate, alternate cu motive de vrejuri stilizate afrontate, prevăzute cu email alb și albastru, cu câte un șir de puncte aurii. Pe dosul registrului inferior se află câte o urechiușă pentru fixarea aplicilor, unele dintre piese fiind prevăzute și cu câte o plăcuță de aur cu semnul meșterului argintar VR (din cele 36 de aplici doar 15 sunt prevăzute cu semn de meșter). | Muzeul Național de Istorie a Transilvaniei, Cluj | Cimec    |
|      | Aplică decorativă Autor: VR                                                                                | Datare: sf. sec. XVI. Școală: Atelier transilvănean Descoperit: Cetatea de Baltă (jud. Alba) Material: Confecționat din aur de 22 de carate, prin turnare, cioplire și cizelare, decorat cu email și perle.                                                         | Aplicile de dimensiuni mari descoperite la Cetatea de Baltă erau cusute inițial pe mantia de catifea a defunctei. Acestea sunt compuse din trei părți, o mărgea de perlă din rășină, o parte centrală de formă semisferică și partea a treia, ușor bombată, toate cele trei fiind perforate la mijloc și fixate între ele cu o sârmă de aur cu gămălie. Cele două registre inferioare ale aplicilor sunt decorate cu foițe de aur granulate, alternate cu motive de vrejuri stilizate afrontate, prevăzute cu email alb și albastru, cu câte un șir de puncte aurii. Pe dosul registrului inferior se află câte o urechiușă pentru fixarea aplicilor, unele dintre piese fiind prevăzute și cu câte o plăcuță de aur cu semnul meșterului argintar VR (din cele 36 de aplici doar 15 sunt prevăzute cu semn de meșter). | Muzeul Național de Istorie a Transilvaniei, Cluj | Cimec    |
|      | Aplică decorativă Autor: VR                                                                                | Datare: sf. sec. XVI. Școală: Atelier transilvănean Descoperit: Cetatea de Baltă (jud. Alba) Material: Confecționat din aur de 22 de carate, prin turnare, cioplire și cizelare, decorat cu email și perle.                                                         | Aplicile de dimensiuni mari descoperite la Cetatea de Baltă erau cusute inițial pe mantia de catifea a defunctei. Acestea sunt compuse din trei părți, o mărgea de perlă din rășină, o parte centrală de formă semisferică și partea a treia, ușor bombată, toate cele trei fiind perforate la mijloc și fixate între ele cu o sârmă de aur cu gămălie. Cele două registre inferioare ale aplicilor sunt decorate cu foițe de aur granulate, alternate cu motive de vrejuri stilizate afrontate, prevăzute cu email alb și albastru, cu câte un șir de puncte aurii. Pe dosul registrului inferior se află câte o urechiușă pentru fixarea aplicilor, unele dintre piese fiind prevăzute și cu câte o plăcuță de aur cu semnul meșterului argintar VR (din cele 36 de aplici doar 15 sunt prevăzute cu semn de meșter). | Muzeul Național de Istorie a Transilvaniei, Cluj | Cimec    |
|      | Aplică decorativă Autor: VR                                                                                | Datare: sf. sec. XVI. Școală: Atelier transilvănean Descoperit: Cetatea de Baltă (jud. Alba) Material: Confecționat din aur de 22 de carate, prin turnare, cioplire și cizelare, decorat cu email și perle.                                                         | Aplicile de dimensiuni mari descoperite la Cetatea de Baltă erau cusute inițial pe mantia de catifea a defunctei. Acestea sunt compuse din trei părți, o mărgea de perlă din rășină, o parte centrală de formă semisferică și partea a treia, ușor bombată, toate cele trei fiind perforate la mijloc și fixate între ele cu o sârmă de aur cu gămălie. Cele două registre inferioare ale aplicilor sunt decorate cu foițe de aur granulate, alternate cu motive de vrejuri stilizate afrontate, prevăzute cu email alb și albastru, cu câte un șir de puncte aurii. Pe dosul registrului inferior se află câte o urechiușă pentru fixarea aplicilor, unele dintre piese fiind prevăzute și cu câte o plăcuță de aur cu semnul meșterului argintar VR (din cele 36 de aplici doar 15 sunt prevăzute cu semn de meșter). | Muzeul Național de Istorie a Transilvaniei, Cluj | Cimec    |
|      | Aplică decorativă Autor: VR                                                                                | Datare: sf. sec. XVI. Școală: Atelier transilvănean Descoperit: Cetatea de Baltă (jud. Alba) Material: Confecționat din aur de 22 de carate, prin turnare, cioplire și cizelare, decorat cu email și perle.                                                         | Aplicile de dimensiuni mari descoperite la Cetatea de Baltă erau cusute inițial pe mantia de catifea a defunctei. Acestea sunt compuse din trei părți, o mărgea de perlă din rășină, o parte centrală de formă semisferică și partea a treia, ușor bombată, toate cele trei fiind perforate la mijloc și fixate între ele cu o sârmă de aur cu gămălie. Cele două registre inferioare ale aplicilor sunt decorate cu foițe de aur granulate, alternate cu motive de vrejuri stilizate afrontate, prevăzute cu email alb și albastru, cu câte un șir de puncte aurii. Pe dosul registrului inferior se află câte o urechiușă pentru fixarea aplicilor, unele dintre piese fiind prevăzute și cu câte o plăcuță de aur cu semnul meșterului argintar VR (din cele 36 de aplici doar 15 sunt prevăzute cu semn de meșter). | Muzeul Național de Istorie a Transilvaniei, Cluj | Cimec    |
|      | Aplică decorativă Autor: VR                                                                                | Datare: sf. sec. XVI. Școală: Atelier transilvănean Descoperit: Cetatea de Baltă (jud. Alba) Material: Confecționat din aur de 22 de carate, prin turnare, cioplire și cizelare, decorat cu email și perle.                                                         | Aplicile de dimensiuni mari descoperite la Cetatea de Baltă erau cusute inițial pe mantia de catifea a defunctei. Acestea sunt compuse din trei părți, o mărgea de perlă din rășină, o parte centrală de formă semisferică și partea a treia, ușor bombată, toate cele trei fiind perforate la mijloc și fixate între ele cu o sârmă de aur cu gămălie. Cele două registre inferioare ale aplicilor sunt decorate cu foițe de aur granulate, alternate cu motive de vrejuri stilizate afrontate, prevăzute cu email alb și albastru, cu câte un șir de puncte aurii. Pe dosul registrului inferior se află câte o urechiușă pentru fixarea aplicilor, unele dintre piese fiind prevăzute și cu câte o plăcuță de aur cu semnul meșterului argintar VR (din cele 36 de aplici doar 15 sunt prevăzute cu semn de meșter). | Muzeul Național de Istorie a Transilvaniei, Cluj | Cimec    |
|      | Aplică decorativă Autor: VR                                                                                | Datare: sf. sec. XVI. Școală: Atelier transilvănean Descoperit: Cetatea de Baltă (jud. Alba) Material: Confecționat din aur de 22 de carate, prin turnare, cioplire și cizelare, decorat cu email și perle.                                                         | Aplicile de dimensiuni mari descoperite la Cetatea de Baltă erau cusute inițial pe mantia de catifea a defunctei. Acestea sunt compuse din trei părți, o mărgea de perlă din rășină, o parte centrală de formă semisferică și partea a treia, ușor bombată, toate cele trei fiind perforate la mijloc și fixate între ele cu o sârmă de aur cu gămălie. Cele două registre inferioare ale aplicilor sunt decorate cu foițe de aur granulate, alternate cu motive de vrejuri stilizate afrontate, prevăzute cu email alb și albastru, cu câte un șir de puncte aurii. Pe dosul registrului inferior se află câte o urechiușă pentru fixarea aplicilor, unele dintre piese fiind prevăzute și cu câte o plăcuță de aur cu semnul meșterului argintar VR (din cele 36 de aplici doar 15 sunt prevăzute cu semn de meșter). | Muzeul Național de Istorie a Transilvaniei, Cluj | Cimec    |
|      | Aplică decorativă Autor: VR                                                                                | Datare: sf. sec. XVI. Școală: Atelier transilvănean Descoperit: Cetatea de Baltă (jud. Alba) Material: Confecționat din aur de 22 de carate, prin turnare, cioplire și cizelare, decorat cu email și perle.                                                         | Aplicile de dimensiuni mari descoperite la Cetatea de Baltă erau cusute inițial pe mantia de catifea a defunctei. Acestea sunt compuse din trei părți, o mărgea de perlă din rășină, o parte centrală de formă semisferică și partea a treia, ușor bombată, toate cele trei fiind perforate la mijloc și fixate între ele cu o sârmă de aur cu gămălie. Cele două registre inferioare ale aplicilor sunt decorate cu foițe de aur granulate, alternate cu motive de vrejuri stilizate afrontate, prevăzute cu email alb și albastru, cu câte un șir de puncte aurii. Pe dosul registrului inferior se află câte o urechiușă pentru fixarea aplicilor, unele dintre piese fiind prevăzute și cu câte o plăcuță de aur cu semnul meșterului argintar VR (din cele 36 de aplici doar 15 sunt prevăzute cu semn de meșter). | Muzeul Național de Istorie a Transilvaniei, Cluj | Cimec    |
|      | Aplică decorativă Autor: VR                                                                                | Datare: sf. sec. XVI. Școală: Atelier transilvănean Descoperit: Cetatea de Baltă (jud. Alba) Material: Confecționat din aur de 22 de carate, prin turnare, cioplire și cizelare, decorat cu email și perle.                                                         | Aplicile de dimensiuni mari descoperite la Cetatea de Baltă erau cusute inițial pe mantia de catifea a defunctei. Acestea sunt compuse din trei părți, o mărgea de perlă din rășină, o parte centrală de formă semisferică și partea a treia, ușor bombată, toate cele trei fiind perforate la mijloc și fixate între ele cu o sârmă de aur cu gămălie. Cele două registre inferioare ale aplicilor sunt decorate cu foițe de aur granulate, alternate cu motive de vrejuri stilizate afrontate, prevăzute cu email alb și albastru, cu câte un șir de puncte aurii. Pe dosul registrului inferior se află câte o urechiușă pentru fixarea aplicilor, unele dintre piese fiind prevăzute și cu câte o plăcuță de aur cu semnul meșterului argintar VR (din cele 36 de aplici doar 15 sunt prevăzute cu semn de meșter). | Muzeul Național de Istorie a Transilvaniei, Cluj | Cimec    |
|      | Aplică decorativă Autor: VR                                                                                | Datare: sf. sec. XVI. Școală: Atelier transilvănean Descoperit: Cetatea de Baltă (jud. Alba) Material: Confecționat din aur de 22 de carate, prin turnare, cioplire și cizelare, decorat cu email și perle.                                                         | Aplicile de dimensiuni mari descoperite la Cetatea de Baltă erau cusute inițial pe mantia de catifea a defunctei. Acestea sunt compuse din trei părți, o mărgea de perlă din rășină, o parte centrală de formă semisferică și partea a treia, ușor bombată, toate cele trei fiind perforate la mijloc și fixate între ele cu o sârmă de aur cu gămălie. Cele două registre inferioare ale aplicilor sunt decorate cu foițe de aur granulate, alternate cu motive de vrejuri stilizate afrontate, prevăzute cu email alb și albastru, cu câte un șir de puncte aurii. Pe dosul registrului inferior se află câte o urechiușă pentru fixarea aplicilor, unele dintre piese fiind prevăzute și cu câte o plăcuță de aur cu semnul meșterului argintar VR (din cele 36 de aplici doar 15 sunt prevăzute cu semn de meșter). | Muzeul Național de Istorie a Transilvaniei, Cluj | Cimec    |
|      | Aplică decorativă Autor: VR                                                                                | Datare: sf. sec. XVI. Școală: Atelier transilvănean Descoperit: Cetatea de Baltă (jud. Alba) Material: Confecționat din aur de 22 de carate, prin turnare, cioplire și cizelare, decorat cu email și perle.                                                         | Aplicile de dimensiuni mari descoperite la Cetatea de Baltă erau cusute inițial pe mantia de catifea a defunctei. Acestea sunt compuse din trei părți, o mărgea de perlă din rășină, o parte centrală de formă semisferică și partea a treia, ușor bombată, toate cele trei fiind perforate la mijloc și fixate între ele cu o sârmă de aur cu gămălie. Cele două registre inferioare ale aplicilor sunt decorate cu foițe de aur granulate, alternate cu motive de vrejuri stilizate afrontate, prevăzute cu email alb și albastru, cu câte un șir de puncte aurii. Pe dosul registrului inferior se află câte o urechiușă pentru fixarea aplicilor, unele dintre piese fiind prevăzute și cu câte o plăcuță de aur cu semnul meșterului argintar VR (din cele 36 de aplici doar 15 sunt prevăzute cu semn de meșter). | Muzeul Național de Istorie a Transilvaniei, Cluj | Cimec    |
|      | Aplică decorativă Autor: VR                                                                                | Datare: sf. sec. XVI. Școală: Atelier transilvănean Descoperit: Cetatea de Baltă (jud. Alba) Material: Confecționat din aur de 22 de carate, prin turnare, cioplire și cizelare, decorat cu email și perle.                                                         | Aplicile de dimensiuni mari descoperite la Cetatea de Baltă erau cusute inițial pe mantia de catifea a defunctei. Acestea sunt compuse din trei părți, o mărgea de perlă din rășină, o parte centrală de formă semisferică și partea a treia, ușor bombată, toate cele trei fiind perforate la mijloc și fixate între ele cu o sârmă de aur cu gămălie. Cele două registre inferioare ale aplicilor sunt decorate cu foițe de aur granulate, alternate cu motive de vrejuri stilizate afrontate, prevăzute cu email alb și albastru, cu câte un șir de puncte aurii. Pe dosul registrului inferior se află câte o urechiușă pentru fixarea aplicilor, unele dintre piese fiind prevăzute și cu câte o plăcuță de aur cu semnul meșterului argintar VR (din cele 36 de aplici doar 15 sunt prevăzute cu semn de meșter). | Muzeul Național de Istorie a Transilvaniei, Cluj | Cimec    |
|      | Aplică decorativă Autor: VR                                                                                | Datare: sf. sec. XVI. Școală: Atelier transilvănean Descoperit: Cetatea de Baltă (jud. Alba) Material: Confecționat din aur de 22 de carate, prin turnare, cioplire și cizelare, decorat cu email și perle.                                                         | Aplicile de dimensiuni mari descoperite la Cetatea de Baltă erau cusute inițial pe mantia de catifea a defunctei. Acestea sunt compuse din trei părți, o mărgea de perlă din rășină, o parte centrală de formă semisferică și partea a treia, ușor bombată, toate cele trei fiind perforate la mijloc și fixate între ele cu o sârmă de aur cu gămălie. Cele două registre inferioare ale aplicilor sunt decorate cu foițe de aur granulate, alternate cu motive de vrejuri stilizate afrontate, prevăzute cu email alb și albastru, cu câte un șir de puncte aurii. Pe dosul registrului inferior se află câte o urechiușă pentru fixarea aplicilor, unele dintre piese fiind prevăzute și cu câte o plăcuță de aur cu semnul meșterului argintar VR (din cele 36 de aplici doar 15 sunt prevăzute cu semn de meșter). | Muzeul Național de Istorie a Transilvaniei, Cluj | Cimec    |
|      | Aplică decorativă Autor: VR                                                                                | Datare: sf. sec. XVI. Școală: Atelier transilvănean Descoperit: Cetatea de Baltă (jud. Alba) Material: Confecționat din aur de 22 de carate, prin turnare, cioplire și cizelare, decorat cu email și perle.                                                         | Aplicile de dimensiuni mari descoperite la Cetatea de Baltă erau cusute inițial pe mantia de catifea a defunctei. Acestea sunt compuse din trei părți, o mărgea de perlă din rășină, o parte centrală de formă semisferică și partea a treia, ușor bombată, toate cele trei fiind perforate la mijloc și fixate între ele cu o sârmă de aur cu gămălie. Cele două registre inferioare ale aplicilor sunt decorate cu foițe de aur granulate, alternate cu motive de vrejuri stilizate afrontate, prevăzute cu email alb și albastru, cu câte un șir de puncte aurii. Pe dosul registrului inferior se află câte o urechiușă pentru fixarea aplicilor, unele dintre piese fiind prevăzute și cu câte o plăcuță de aur cu semnul meșterului argintar VR (din cele 36 de aplici doar 15 sunt prevăzute cu semn de meșter). | Muzeul Național de Istorie a Transilvaniei, Cluj | Cimec    |
|      | Aplică decorativă Autor: VR                                                                                | Datare: sf. sec. XVI. Școală: Atelier transilvănean Descoperit: Cetatea de Baltă (jud. Alba) Material: Confecționat din aur de 22 de carate, prin turnare, cioplire și cizelare, decorat cu email și perle.                                                         | Aplicile de dimensiuni mari descoperite la Cetatea de Baltă erau cusute inițial pe mantia de catifea a defunctei. Acestea sunt compuse din trei părți, o mărgea de perlă din rășină, o parte centrală de formă semisferică și partea a treia, ușor bombată, toate cele trei fiind perforate la mijloc și fixate între ele cu o sârmă de aur cu gămălie. Cele două registre inferioare ale aplicilor sunt decorate cu foițe de aur granulate, alternate cu motive de vrejuri stilizate afrontate, prevăzute cu email alb și albastru, cu câte un șir de puncte aurii. Pe dosul registrului inferior se află câte o urechiușă pentru fixarea aplicilor, unele dintre piese fiind prevăzute și cu câte o plăcuță de aur cu semnul meșterului argintar VR (din cele 36 de aplici doar 15 sunt prevăzute cu semn de meșter). | Muzeul Național de Istorie a Transilvaniei, Cluj | Cimec    |
|      | Aplică decorativă Autor: VR                                                                                | Datare: sf. sec. XVI. Școală: Atelier transilvănean Descoperit: Cetatea de Baltă (jud. Alba) Material: Confecționat din aur de 22 de carate, prin turnare, cioplire și cizelare, decorat cu email și perle.                                                         | Aplicile de dimensiuni mari descoperite la Cetatea de Baltă erau cusute inițial pe mantia de catifea a defunctei. Acestea sunt compuse din trei părți, o mărgea de perlă din rășină, o parte centrală de formă semisferică și partea a treia, ușor bombată, toate cele trei fiind perforate la mijloc și fixate între ele cu o sârmă de aur cu gămălie. Cele două registre inferioare ale aplicilor sunt decorate cu foițe de aur granulate, alternate cu motive de vrejuri stilizate afrontate, prevăzute cu email alb și albastru, cu câte un șir de puncte aurii. Pe dosul registrului inferior se află câte o urechiușă pentru fixarea aplicilor, unele dintre piese fiind prevăzute și cu câte o plăcuță de aur cu semnul meșterului argintar VR (din cele 36 de aplici doar 15 sunt prevăzute cu semn de meșter). | Muzeul Național de Istorie a Transilvaniei, Cluj | Cimec    |
|      | Rezervor de apă                                                                                            | Datare: 1645 Școală: Atelier din Vințu de Jos(?) Descoperit: neidentificată, neidentificată Material: Realizată din ceramică cu smalț alb de cositor. | Piesa este rezervor de apă de formă patrulateră, acoperit cu smalț alb de cositor. Rezervorul este articulat de un soclu profilat cu un tor și un coronament în formă de atică, formată dintr-un șir de motive semicirculare perforate, sprijinită de câte un element de susținere de forma unor baluști, înconjurați cu câte un brâu cu secțiunea unei semibaghete la mijloc. Piesa este prevăzută pe laturi cu câte o toartă în formă de volută. Rezervorul este deschis pe latura superioară, țeava robinetului și mecanismul de reglare a fluxului apei lipsesc. Pe suprafața aflată sub coronament se află anul realizării rezervorului, pictat cu smalț maro de mangan, cifrele acestuia alternând cu margarete. Suprafața baluștrilor este decorată cu motive de zigzag și cu linii ondulate. Orificiul circular de pe latura frontală este încadrat de opt petale albe cu contur albastru, flancat de câte un buchet de flori, compus din bănuței, lalele, flori de acant și clopoței. | Muzeul Național de Istorie a Transilvaniei, Cluj | Cimec    |
|      | Canceu | Datare: sec. XVIII. Școală: Atelier din Vințu de Jos(?) Descoperit: neidentificată, neidentificată Material: Realizată din ceramică cu smalț alb de cositor. | Piesa este un canceu „boccale ”(bokály kancsó), specific ceramicii habane, prevăzut cu un capac de cositor. Suprafața canceului este acoperită cu smalț alb de cositor, decorația acestuia fiind grupată în trei registre, un registru central mai extins, ornamentat cu motive vegetale și antropomorfe, încadrat de câte un registru mai îngust, prevăzut cu motive geometrice. Registrul central reprezintă figura unui violonist, în veșmintele specifice secolului al XVIII-lea, încadrat de o serie de motive vegetale, precum câte un copac cu vegetație bogată și flori cu câte opt petale albe. În cromatica decorațiilor predomină culoarea galbenă, verde, maro și albastru. | Muzeul Național de Istorie a Transilvaniei, Cluj | Cimec    |
|      | Casulă | Datare: sec. XVII Școală: necunoscut Descoperit: necunoscut Material: brocart de mătase lansat cu fire de argint aurit, broșat cu fire de argint, tivit cu panglică șesută din fire metalice și brodat cu fire de argint aurit și fire de mătase policromă          | Haină bisericească de tip casulă din brocart de mătase alb-natur, lansat cu fire de argint și argint aurit, brodat cu fire metalice și fire de mătase policromă. Marginile sunt tivite cu panglică țesută din fire de mătase galbenă și fire metalice. Partea din spate este mai lungă, de formă ovală, iar fața este mai scurtă, în formă de liră. Toată suprafața materialului este lansată cu fire de argint aurit, iar decorul de fond este alcătuit din borșeuri cu motive florale din fire de argint. Decorul de suprafața este alcătuit din broderie ci fire metalice și fire de mătase policromă, pe mai multe registre, prezentând bogate motive florale și simboluri religioase. | Muzeul Național de Istorie a Transilvaniei, Cluj | Cimec    |
|      | Covor anatolian                                                                                            | Datare: Sf. sec. al XVI-lea Școală: Atelier anatolian; Ushak Material: lână, nodaj: 1520 n/dm2 | Covor anatolian pe fond galben-auriu. Bordura principală cu palmete și folii lanceolate. | Muzeul Național de Istorie a Transilvaniei, Cluj | Cimec    |
|      | Scaun cu brațe                                                                                             | Datare: 1682 Școală: Transilvania Material: lemn de tei, piele, ținte | Scaun din lemn de tei, cu brațe și cu spătar înalt. Șezutul, spătarul și brațele sunt din piele prinsă pe partea lemnoasă prin ținte rotunde, care formează motive geometrice. Pielea este ornamentată prin cusături care descriu motive în relief, central, pe șezut, datașându-se o rozetă cu mai multe petale. Pe spatar, într-un chenar dublu, este înscris anul 1682. Picioarele unite două câte două prin bare perforate. | Muzeul Național de Istorie a Transilvaniei, Cluj | Cimec    |
|      | Sfântul Andrei Autor: Schuchbauer, Anton                                                                   | Datare: 1756 Material: lemn de tei, pictat | Relief de altar sculptat reprezentându-l pe Sf. Andrei martir. Central, Sf. Andrei, într-un veștmânt bogat drapat, de culoare deschisă, este martirizat pe o "crux decussata". Personajul, bărbos, cu figura îndurerată, are o poziție ușor în "S". Sus, de o parte și alta a martirului, sunt înfățișați doi putti, ținând în mâini frunze de palmier încrucișate. | Muzeul Național de Istorie a Transilvaniei, Cluj | Cimec    |
|      | Masă sculptată                                                                                             | Datare: Sec. XV Școală: Cisnădioara Material: lemn de brad (tăblia), lemn de paltin (lada), lemn de stejar (picioarele), sculptat | Masă cu ladă și zăvor. În partea inferioară a piesei, două tălpici paralele susțin câte două picioare masive, legate opus două câte două prin stinghii orizontale, care se subțiază la capete și sunt fixate în exterior prin icuri. Între tălpici, transversal, sunt fixate două bare servind ca suport pentru sprijinirea picioarelor. Tăblia depășește cu mult rama lăzii. Lada este sculptată în relief plat, partea frontală prezentând trei rozete stilizate, legate prin volute. Partea din față a tăbliei, unde este zăvorul, este neornamentată. Motivul celorlalte frize este al vrejului care formează volute, între care sunt plasați ciorchini de struguri stilizați. | Muzeul Național de Istorie a Transilvaniei, Cluj | Cimec    |
|      | Masă sculptată                                                                                             | Datare: 1538 Școală: Atelier transilvănean Material: lemn de arin cu furnir de nuc (tăblia), lemn de platin (lada), lemn de brad (picioarele), sculptură | Masă cu ladă și zăvor. Tăblia, care depășește considerabil corpul mesei, este un adaos ulterior. Friza din față are zăvorul plasat într-un blazon mic, tip Renaștere, având gravat anul 1538. Motivul frizelor se deapănă sub forma unor volute de frunze care se înfășoară în jurul unui lujer central. | Muzeul Național de Istorie a Transilvaniei, Cluj | Cimec    |
|      | Masă sculptată                                                                                             | Datare: 1555 Școală: Sibiu Material: lemn de brad (tăblia), lemn de platin (lada), lemn de stejar, sculptură | Masă cu ladă și zăvor. Picioarele sunt așezate pe tălpici paralele, legate opus prin stinghii orizontale care se subțiază la capete și sunt fixate în exterior prin icuri. Friza din față are un blazon simplu, tip renaștere. Zăvorul din fier, executat în stil baroc, este o adăugire ulterioară. Latura opusă are la mijloc un alt blazon, purtând gravat anul 1555 și însemnele Sibiului (două săbii încrucișate, o coroană și trei frunze lobate legate în triunghi). Motivele decorative diferă de la o friză la alta: frunze de stejar stilizate, rozete, flori de foioase, ghirlande de rodii. Interiorul este compartimentat de doi pereți paraleli, având ca motiv o bandă în torsadă, ce se înfășoară ritmic în jurul unei tulpini cu protuberanțe. | Muzeul Național de Istorie a Transilvaniei, Cluj | Cimec    |
|      | Masă sculptată                                                                                             | Datare: Sec. XV Descoperit: Șelimbăr Material: tăblia: lemn de brad; lada: lemn de paltin; picioare: lemn de stejar; sculptat | Masă cu ladă și zăvor. Picioarele sunt așezate pe tălpici paralele, legate opus prin stinghii orizontale care se subțiază la capete și sunt fixate în exterior prin icuri. Tăblia, din placă groasă, poartă urme vizibile de pictură: pe fondul verde închis, un chenar tras cu linii paralele roșii încadrează un cerc pictat în roșu, având dispuse, concentric, șase pete de culoare galbenă, probabil trandafiri, legați între ei prin crenguțe. Cele patru laturi ale lăzii sunt vopsite într-un verde rece. Pe partea din față se află un blazon simplu, renascentist, într-o culoare brun deschis. Celelalte laturi ale lăzii poartă un decor alcătuit din suprafețe pătrate, alternate prin diferențe de nivel. | Muzeul Național de Istorie a Transilvaniei, Cluj | Cimec    |
|      | Masă a Domnului                                                                                            | Datare: 1649 Descoperit: Târgu Mureș Material: lemn de arin | "Masă a Domnului" dintr-o biserică reformată. Picioarele sunt traforate sub forma unor acolade continui și legate între ele printr-un cadru. Legătura dintre construcția inferioară și tăblie se realizează printr-o friză cu marginile festonate. Tăblia, glisând pe două șine în latul mesei, este o placă ce depășește sensibil rama pe care se sprijină. Tăblia, pictată policrom, este compartimentată în patru registre, pictate în culori terne: roșu, galben și verde. Motivul central îl constituie un scut de blazon cu talpă și partea superioară în formă de acoladă, cu volute. În câmpul blazonului este reprezentată imaginea pelicanului cu pui, simbolizând "ecclesia mater". Registrul exterior conține o inscripție în latină: IN NOMINE SANCTAE TRINITATIS FEECIT PETRI [SART]ORIS CONSORS ELIZABETA DE VIDOMBAK ANNO DOMINI 1649. | Muzeul Național de Istorie a Transilvaniei, Cluj | Cimec    |
|      | Tămâierniță și linguriță de tămâie                                                                         | Datare: Sec. XVII Școală: Atelier clujean Material: argint, turnare, ciocănire la rece | Tămâierniță confecționată din argint, prin turnare, și linguriță pentru tămâie din argint. | Muzeul Național de Istorie a Transilvaniei, Cluj | Cimec    |
|      | Covor anatolian                                                                                            | Datare: Sec. XVII Școală: Atelier anatolian Material: lână | Covor anatolian confecționat din lână. Culori dominante: gaben, roșu, albastru. În partea centrală, pe fond roșu găsim bogate motive geometrice de culoare galben-aurie. Bordura este lată, decorată cu cartușe. | Muzeul Național de Istorie a Transilvaniei, Cluj | Cimec    |
|      | Aplică cu reprezentări alchimice                                                                           | Datare: Sec. XV Școală: Vințu de Jos Descoperit: Vințu de Jos Material: alamă, ștanțare la cald, cizelare | Aplică rotundă din alamă. Trei perechi de găuri, practicate ulterior, descriu forma unui triunghi isoscel, cu două laturi egale de 3 cm și o latură mică de 2 cm. În centrul imaginii este reprezentat un "dragon" alchimic, simbol al Haosului primordial, înconjurat de patru sori (stele) cu opt raze. Flacăra proiectată prin gura larg deschisă a dragonului acționează asupra materiei primare (ilustrată prin reprezentări punctiforme), pe care o aduce la un stadiu magmatic (agregare materială nedefinibilă în partea inferioară a imaginii), care continuă să sufere transformări. În parte superioară a imaginii este reprezentat un alt "dragon", miniatural, care, la rândul său, varsă foc prin gura larg deschisă (semnificând multiplicarea principiului activ), având în stânga sa o semilună.Fragment de circa 7x8 mm lipsă în stânga jos. | Muzeul Național de Istorie a Transilvaniei, Cluj | Cimec    |
|      | Cruce-relicvar                                                                                             | Datare: Sec. XIII Școală: Atelier kievean Material: bronz, turnare, gravare-incizare, desenul adâncit fiind umplut după tehnica niello. | Jumătate de engolpion, turnat de bronz, cu reprezentări incizate. Desenul are în partea centrală o cruce dublă, iar la extremitățile brațelor crucii sunt reprezentate, în medalioane circulare, patru busturi de personaje religioase. Desenul adâncit este umplut după tehnica niello, probabil cu sulfură de argint (email negru). | Muzeul Național de Istorie a Transilvaniei, Cluj | Cimec    |
|      | Covor anatolian                                                                                            | Datare: Sec. XVII Școală: Atelier anatolian Material: lână | Culori dominante: roșu, albastru, bej. Bordura lată este foarte bogat decorată cu cartușe și motiv geometrice în formă de stea. | Muzeul Național de Istorie a Transilvaniei, Cluj | Cimec    |
|      | Covor anatolian                                                                                            | Datare: Sec. XVII Școală: Atelier anatolian Material: lână | Culori dominante: alb, bej, galben, roșu, albastru. Covor cu medalion în centru pe un fond albastru deschis. | Muzeul Național de Istorie a Transilvaniei, Cluj | Cimec    |
|      | Ușă | Școală: Atelier transilvănean Descoperit: jud. Mureș, com. Sânvăsâi-Gălești, Biserica unitariană Dimensiuni: Î: 199 cm; l: 82 cm: G: 3 cm Material: lemn de fag; scupltat; fier forjat                                                                              | Piesă cu canatul sculptat în relief plat (Flachsnitt), tehnică specifică goticului. Decorul plastic este alcătuit din vrejuri, din care desprind frunze și rozete legate prin volute. Întreaga compoziție ornamentală aparține încă goticului târziu, dar sunt prezente și elemente care pregătesc viitorul stil floral caracteristic Renașterii transilvănene. Tehnica execuției este provincială, mai puțin rafinată, însă motivele apar într-o prelucrare mai lejeră, într-o manieră mai individualizată. | Muzeul Național de Istorie a Transilvaniei, Cluj | Cimec    |
|      | Iisus și cei 12 Apostoli                                                                                   | Datare: Sec. XVIII Școală: Atelier transilvănean Material: fir de argint aurit; mătase | De formă dreptunghiulară, redă o scenă biblică Iisus cu cei 12 apostoli. Personajele sunt brodate plat, cu fir de argint aurit, folosind punctul culcat și fixat decorat. Fețele și mâinile, cu fire colorate din mătase. Nesemnat, nedatat, cu o destinație greu de precizat. | Muzeul de Istorie, Gherla                        | Cimec    |
|      | Pluvial | Datare: Sec. XVII Școală: Atelier transilvănean Material: fir de argint aurit; mătase | Fond de mătase, acoperit în întregime de sârmă din argint aurit, peste care sunt brodate motivele decorative. Ornamentația are o mare varietate de flori și frunze, apoi lei heraldici, albine, coroane, cetăți. Nesemnat, nedatat, completa îmbrăcămintea preoților. | Muzeul de Istorie, Gherla                        | Cimec    |
|      | Acoperământ de potir                                                                                       | Datare: Sec. XVIII;1/2 Școală: Atelier transilvănean Material: cusătură; broderie | Este o combinație a broderiei aplicate cu cea cusută. Ornamentica se compune din vrejuri ondulate, ascendente și paralele, care au ca punct de plecare un corn al abundenței și poartă lalele renascentiste, trandafiri, bujori, frunze. Nesemnat, nedatat, pentru acoperit potirul cu cuminecătură. | Muzeul de Istorie, Gherla                        | Cimec    |
|      | Epitrahil                                                                                                  | Datare: Sec. XVIII Școală: Atelier transilvănean Dimensiuni: La max: 50 cm Material: pânză de in; fir de argint aurit | Fondul de pânză densă de in este acoperit în întregime de fir de argint aurit cusut cu punct culcat și fixat. Decorațiile sunt brodate în relief, elementele decorative având suport gros de carton. În medalioane personajele sunt redate cu broderie în relief policromă, fețele și mâinile fiind aplicații de desen pe hârtie. Nesemnat, nedatat, purtat de preoți în timpul slujbei religioase. | Muzeul de Istorie, Gherla                        | Cimec    |
|      | Veșmânt ecleziastic                                                                                        | Datare: Sec. XVII Școală: Atelier transilvănean Dimensiuni: LA jos: 80 cm Material: fir de argint aurit; mătase | Dalmatica este croită din două tipuri de țesături, care amintesc de drappi d'oro italienești. Fondul de mătase este acoperit în întregime de sârmă fină din argint aurit, peste care sunt broșate motivele decorative. | Muzeul de Istorie, Gherla                        | Cimec    |
|      | Pluvial | Datare: Sec. XVII Școală: Atelier transilvănean Material: fir de argint aurit; mătase | Piesa are fondul acoperit cu sârmă fină de argint aurit, peste care sunt brodate motivele decorative: o mare varietate de flori și frunze, lei heraldici, albine, cetăți stilizate, analogiile ne conduc spre atelierele italienești din sec. XVII cu inspirații din țesăturile persane ale aceluiași veac. | Muzeul de Istorie, Gherla                        | Cimec    |
|      | Mitră episcopală                                                                                           | Datare: Sec. XVII Școală: Atelier transilvănean Dimensiuni: L panglicii: 40 cm; LA panglicii: 6 cm Material: fir de argint aurit; mătase | Acoperământ de cap de formă conică. Piesa se înscrise în textilele de artă din sec. XVII și se distinge prin compoziția decorativă clară, cu desene stilizate cu elemente constitutive robuste. | Muzeul de Istorie, Gherla                        | Cimec    |
|      | Casulă | Datare: Sec. XVIII Școală: Atelier transilvănean Dimensiuni: LA față: 32 cm Material: fir de argint aurit; mătase | Cele două coloane față-spate, broșate cu fir neted de argint și fire colorate de mătase. Decorate cu medalioane stelare, denotă o influență orientală. Pe fond de satin verde, sunt descrise cartușe de mari dimensiuni, cu trandafiri și rodii. Căptușeala este originală: brocart de mătase de tip francez. | Muzeul de Istorie, Gherla                        | Cimec    |
|      | Pluvial | Datare: Sec. XVIII Școală: Atelier transilvănean Material: fir de argint aurit; mătase | Piesa este croită din două tipuri de țesături, brocart de damasc, în tehnica drappi d'oro. Decor: cartușe ample, constituite din trandafiri, zambile, flori de clopoței și un bogat foliaj. | Muzeul de Istorie, Gherla                        | Cimec    |
|      | Casulă | Datare: Sec. XVIII Școală: Atelier transilvănean Dimensiuni: LA spate: 75 cm Material: fir de argint aurit; mătase; brocart | Fondul "ornatului auriu" este un damasc de mătase nisipiu, brodat cu frise și cu fir neted de argint aurit. Suprafețele metalice s-au cusut cu punct culcat și fixat sau în relief, pentru firele de mătase s-a ales punctul de broderie plat, despicat. Motivul de bază al columnei este o vază italiană, cu decor preluat din broderiile renascentiste. Buchetul poartă semnele întâlnirii renașterii cu barocul. | Muzeul de Istorie, Gherla                        | Cimec    |
|      | Casulă | Datare: Sec. XVIII Școală: Atelier transilvănean Material: rips; mătase; fir de argint; fir de aur | Broderie neagră, pe fond de rips alb de mătase, cusut cu variante ale materialelor metalice de brodat, din argint aurit sau cupru, precum și fir de mătase neagră. Decorul are două elemente de bază: un vrej meandric și un opulent vrej sinuos ascendent. | Muzeul de Istorie, Gherla                        | Cimec    |
|      | Monstranța mare                                                                                            | Datare: Sec. XVIII Școală: Școala armeano-catolică Dimensiuni: L bază: 20,5 cm Material: argint aurit | Piesa este din argint aurit. Baza ovală, ornamentată prin batere cu motive florale. Partea superioară are trei îngeri și Sf. Spirit. Sub crucea din vârf este Dumnezeu, inimioara este bătută cu 7 pietre semiprețioase. | Muzeul de Istorie, Gherla                        | Cimec    |
|      | Potir | Datare: Sec. XVII Școală: Atelier transilvănean Dimensiuni: D cupă: 8 cm; Dbază: 12 cm Material: argint aurit | Baza ovală, cu motive florale, trei capete de îngeri. Sfera intermediară, trei capete de îngeri cu aripile deschise. Cupa reia motivul de la bază doar că este aplicat. | Muzeul de Istorie, Gherla                        | Cimec    |
|      | Potir | Datare: Sec. XIX Școală: Atelier transilvănean Dimensiuni: D bază: 13,3 cm Material: argint aurit | Baza ovală, cu ornamente florale. Pe bază, inscripție latină, despre destinația obiectului. Cupa are aplicat un ornament de viță de vie, din care s-au păstrat doi ciorchini de struguri. | Muzeul de Istorie, Gherla                        | Cimec    |
|      | Potir | Datare: Sec. XVIII Școală: Atelier transilvănean Dimensiuni: D cupă: 9 cm; Dbază: 15 cm Material: argint aurit | Baza ovală, cu scene biblice, realizate prin ciocănire. Acestea sunt reluate pe cupă și sunt aplicate prin lipire. Sfera are trei capete de îngeri cu aripile desfăcute. | Muzeul de Istorie, Gherla                        | Cimec    |
|      | Crucifix                                                                                                   | Datare: Sec. XVIII Școală: Școala armenească Material: argint aurit | Baza ovală, cu patru câmpuri de ornamentație, cu capete de îngeri; pe cruce Iisus răstignit. Pe brațele crucii, îngeri cu aripile strânse. | Muzeul de Istorie, Gherla                        | Cimec    |
|      | Crucifix                                                                                                   | Datare: Sec. XVIII Școală: Atelier transilvănean Material: argint aurit | Baza ovală, cu 4 câmpuri de ornamentație, doi îngeri perechi și doi separați. La baza crucii, un ornament cu trei pietre semiprețioase; Iisus răstignit, trei pietre semiprețioase pe brațele crucii. | Muzeul de Istorie, Gherla                        | Cimec    |
|      | Crucifix                                                                                                   | Datare: Sec. XVIII Școală: Atelier transilvănean Dimensiuni: D bază: 14 cm Material: argint aurit | Baza ovală, cu modele realizate prin ciocănire. La mijloc sferă cu 6 butoane, pe care sunt 5 pietre prețioase. Crucea are două statuete, cu Sf. Maria și Iisus răstignit și trei capete de îngeri. | Muzeul de Istorie, Gherla                        | Cimec    |

## Fond
| Foto | Informații generale                                       | Detalii tehnice | Descriere | Deținător                                        | Legături |
| ---- | --------------------------------------------------------- | --- | --- | ------------------------------------------------ | -------- |
|      | Pandantiv în formă de cruce, cu medalion                  | Datare: sec. XVIII. Școală: Atelier neidentificat Descoperit: necunoscută, necunoscută Material: Confecționat din argint aurit turnat, decorat cu email.                                              | Pandantiv în formă de cruce traforată, prevăzută în partea centrală cu un medalion oval, din argint aurit. Brațele crucii sunt compuse dintr-o serie de vrejuri acoperite cu email de culoare verde închis, completate pe alocuri, la capetele și la punctele de racordare ale brațelor cu decoruri ovale, din pastă de sticlă de culoare albă. Medalionul reprezintă pe o latură o figură feminină, probabil o sfântă martiră, călcând în picioare un șarpe și ținând în mâna dreaptă o ramură de palmier, fiind îmbrăcată în veșminte profane, specifice secolului al XVIII-lea, cu voal pe cap, rochie larg decoltată în formă de inimă, strâns legată la talie și cu falduri bogate, puternic mișcate. Cealaltă latură a medalionului este decorată cu figura Sfântului Gheorghe, reprezentată călare, în armură, cu scut decorat cu o cruce, strivind dragonul înaripat, aflat la picioarele calului. | Muzeul Național de Istorie a Transilvaniei, Cluj | Cimec    |
|      | Cană cu capac                                             | Datare: mijl. sec. XVII. Școală: Atelier săsesc Descoperit: Vermeș Material: Confecționat din argint parțial aurit; turnat, ciocănit, gravat și cizelat.                                              | Cană cu capac cu bază circulară, corp bombat în partea inferioară, capac ușor bombat și gură în formă de cioc. Talpa, corpul și buza sunt articulate de brâuri profilate, brâul median fiind accentuat printr-o semibaghetă ondulată. Talpa cănii este bombată și decorată cu motive vegetale, realizate pe un fundal granulat prin ciocănire. Piciorul cănii este simplu, fiind îmbinat cu siguranță ulterior cu corpul cu ocazia unei restaurări. Partea inferioară a corpului este accentuată de un șir de lobi verticali, prevăzuți pe alocuri cu decorații ciocănite stilizate. Deasupra brâului corpul este prevăzut cu o decorație bogată de fructe și ramuri de laur legate cu panglici, realizate prin ciocănire. Sub buza cănii se află o decorație de vrejuri incizate într-o manieră stângace față de celelalte decorații ale piesei. Butonul capacului lipsește. Cana are toartă masivă, arcuită, turnată, fiind decorată cu o hermă și o mască grotescă. Piesa este nemarcată | Muzeul Național de Istorie a Transilvaniei, Cluj | Cimec    |
|      | Brățară                                                   | Datare: sec. XVII. Școală: Atelier neidentificat Descoperit: neidentificată, neidentificată Material: Confecționat din argint aurit, decorat cu email transilvănean, perle, topaz și sticlă colorată. | Brățară compusă din opt elemente circulare, compuse din câte un disc traforat din argint aurit, o placă pătrată, bombată, acoperită cu email transilvănean, imitând petale de flori de culoare albă, cu câte o linie roșie în axa centrală și o mărgea din perlă veritabilă. Cele trei componente sunt fixate între ele prin intermediul unui ac de gămălie dispus central. Discul traforat este prevăzut cu câte opt monturi, dintre care patru sunt din topaz roz și patru din sticlă de culoare verde, montate în casete circulare de dimensiuni reduse. Casetele pietrelor verzi și caseta perlei centrale sunt înconjurate de câte o sârmă răsucită din argint aurit. Elementele sunt dispuse cu câte patru urechiușe, câte două pe ambele laturi, prinse între ele cu verigi circulare din argint aurit. | Muzeul Național de Istorie a Transilvaniei, Cluj | Cimec    |
|      | Dulap                                                     | Datare: a doua jumătate a sec. XVIII. Școală: Atelier central-european Descoperit: Cluj Material: lemn de brad, furnir de nuc, fildeș, bronz; sculptare, tehnica intarsiei                            | Dulapul constituie o piesă masivă în care domină linia dreaptă, cu excepția unei nișe în arcadă, situată în partea inferioară, nișă ce adăpostește o ușiță. De o parte și de alta a acestei deschideri sunt dispuse câte trei sertare. Partea superioară a piesei, pe lângă trei sertare, dispuse longitudinal, prezintă un capac rabatabil, care, susținut de două bare ce se trag din corpul piesei, servește ca tăblie de scris. Prin rabatarea capacului se dezvăluie un serre-papiers pentru păstrarea actelor și scrisorilor. Cu excepția spatelui, piesa este în întregime ornamentată cu motive din os, în tehnica intarsiei. Elementele decorative se înlănțuie unele din altele, creând marginea continuă a unor vrejuri în volute, realizate prin îmbinarea de motive florale, femei înaripate, animale fantastice și mascheroni. În colțurile plăcii rabatabile sunt create compoziții decorative, rezultate din colajul unor arme (săgeată, halebardă, lance) și a unor instrumente muzicale (trompete, nai). Central, în două câmpuri dreptunghiulare, încadrate în chenare, sunt reprezentate un car, condus de o zeitate în hlamidă (probabil Apollo) și, respectiv, un al doilea car, condus de un putti înaripat. Ambele scene sunt anturate de femei înaripate. Pe părțile laterale, pe câte un piedestal așezat sub arcadă, este plasat un personaj cu lira în mână, iar pe ușița centrală este reprezentat un vas din care se revarsă flori stilizate. Închizătorile din bronz, decorative, reprezintă mascheroni sau busturi de femei. Este o piesă clasicistă de influență italiană. | Muzeul Național de Istorie a Transilvaniei, Cluj | Cimec    |
|      | Măsuță                                                    | Datare: sf. sec. XVIII - înc. sec. XIX Școală: Atelier austriac Descoperit: Cluj Material: lemn de brad, furnir de paltin, anilin negru, bronz, alamă; sculptare, tehnica intarsiei.                  | Tăblia dreptunghiulară se prelungește în blaturi mici, rotunjite, rabatabile, tăblie sub care este dispusă o friză cu colțurile aplatizate, partea din față a acesteia constituind-o un sertar. Cele patru picioare strunjite, având aspectul unor colonete prevăzute cu caneluri, sunt legate aproape de bază prin stinghii în segment de arc, ce formează un fel de X, prinse în punctul de întretăiere cu o agrafă. Toate părțile componente ale mesei prezintă ornamente metalice de bronz sau alamă, simetrice în dispunere. Motivul central al tăbliei, compoziție decorativă de alamă intarsiată, ce apare ca un arabesc sinuos, îl constituie un vas din care se revarsă o abundență florală stilizată. Cele patru colțuri ale frizei, de sub tăblie, poartă câte un grup decorativ de bronz aplicat, compoziție de atribute alegorice: trofee militare (torțe în flăcări, trompetă, scut) și atribute sentimentale (săgeata și tolba cu săgeți), totul legat cu o panglică înnodată și aureolat de o cunună de flori. Picioarele, strunjite și subțiate către bază, au practicate pe fusul lor caneluri ornamentate cu ciubuce, care, pe lângă rolul decorativ, mai au și unul protector. Această măsuță, aparținând mobilierului așa-zis „Boulle vienez”, a aparținut contesei clujene Ottília Wass, o cunoscută iubitoare de artă care a trăit în secolul al XIX-lea și face parte din colecția de obiecte decorative donate de către aceasta Muzeului Ardelean. | Muzeul Național de Istorie a Transilvaniei, Cluj | Cimec    |
|      | Vază cu decor stilizat și fotoceramică Autor: Foto Veress | Datare: sec. XIX Școală: Atelier clujean Descoperit: Cluj Material: porțelan; fotoceramică | Vază cu două torți, din porțelan, cu portretul unui bărbat (probabil un fost revoluționar maghiar). Gamă cromatică variată: roz, albastru, negru, cu ornamente vegetale stilizate aurii. Pe fundul vazei se află inscripția:" Veress F. mutermibol. Kolozsvart". Pe o bază simplă, fin conturată de două linii pe negru și auriu, se înalță vaza de inspirație antică, de un tip amintind vag de loutrophoros-ul grecesc. Decorul eclectic, specific epocii este accentuat de torțile supraînălțate de o formă extrem de elaborată, pe un fond negru, ranforsat de conturul auriu. Torțile, dublate la mijloc, sunt încununate prin un coronament acolat. Medalionul central, cu fotografia aplicată, are drept chenar un spațiu alb, încărcat de ornamente vegetale stilizate aurii, care se repetă ritmic. Gâtul vazei, atent delimitat prin două caneluri albe, cu borduri aurii, este elegant fracționat pe verticală în registre individuale, încărcate cu ornamente cordifere, geometrice și vegetale ce se întrepătrund sinuos pe fondul albastru deschis. Buza vasului este puternic accentuată, de forma lobată al cărei impact vizual este sporit de culoarea simplă, negru abanos. | Muzeul Național de Istorie a Transilvaniei, Cluj | Cimec    |
|      | Masă sculptată                                            | Datare: Sec. XVI Școală: Atelier sud-transilvănean Material: lemn de brad și stejar, sculptat | Masă cu ladă și zăvor. În partea inferioară a piesei, două tălpici paralele susțin câte două picioare masive, legate opus două câte două prin stinghii orizontale, care se subțiază la capete și sunt fixate în exterior prin icuri. Între tălpici, transversal, sunt fixate două bare, servind ca suport pentru sprijinirea picioarelor. Tăblia glisează pe două șine de-a latul lăzii și este fixată de aceasta prin limba zăvorului. Lada este compartimentată în interior, exteriorul fiind sculptat în relief plat, pictat în cărămiziu. Decor în vrejuri de frunze de stejar stilizate ce formează volute. | Muzeul Național de Istorie a Transilvaniei, Cluj | Cimec    |
|      | Masă sculptată                                            | Datare: Sec. XVI Școală: Atelier sud-transilvănean Material: lemn de brad, lemn de paltin (lada), lemn de stejar (picioarele), sculptată                                                              | Masă cu ladă și zăvor. În partea inferioară a piesei, două tălpici paralele susțin câte două picioare masive, legate opus două câte două prin stinghii orizontale, care se subțiază ca capete și sunt fixate în exterior prin icuri. Între tălpici, transversal, sunt fixate două bare, servind ca suport pentru sprijinirea picioarelor. Tăblia, din placă groasă, ce depășește cu puțin rama lăzii. Lada este sculptată în relief plat. Partea frontală prezintă trei rozete mari cu marginile zimțate, legate prin volute. Același motiv este întâlnit și pe latura stângă a lăzii. Celelalte laturi sunt decorate cu vrejuri de frunze, în mijlocul cărora sunt dispuși ciorchini de struguri. | Muzeul Național de Istorie a Transilvaniei, Cluj | Cimec    |
|      | Covor anatolian                                           | Datare: Sf. sec. al XVIII-lea Școală: Atelier anatolian Material: lână | Covor anatolian confecționat din lână. Culori dominante: galben, bej, roșu, maro, verde/albastru. | Muzeul Național de Istorie a Transilvaniei, Cluj | Cimec    |
|      | Ladă de zestre                                            | Datare: 1788 Școală: Zona Brașovului Material: lemn de brad, sculptură în relief, pictată | Ladă masivă, pictată, de formă paralelipipedică, așezată pe patru picioare scurte. Tâmpla lăzii este dominată de trei casete, formate din linii frânte închise, încastrate în ancadramente sculptate în relief. De o parte și de alta a feței principale, în micile suprafețe create prin aplatizarea colțurilor, sunt dispuși doi pilaștri strunjiți semiangajați. În casetele laterale, identice ca formă și ca decor, este pictat motivul ulciorului italian cu caneluri și cu două torți mari din care se revarsă o abundență florală, de o parte și de cealaltă fiind dispuși câte doi chiparoși. În caseta centrală este figurat un peisaj rustic, pitoresc, în care decorul vegetal se îmbină cu cel arhitectonic. În exterior, în părțile superioare ale casetelor laterale sunt dispuse compoziții decorative simbolice, deasupra lor fiind plasată câte o cochilie pictată în alb cu striații roșii. În interior, un perete despărțitor creează lateral o casetă pentru păstrarea obiectelor de valoare. În partea interioară a capacului, în cele două planuri departajate de ancadramente cu o profilatură ușor reliefată, este pictată în alb pe fond albastru o inscripție în limba germană în al cărei text apare și datarea piesei: Man für das Leben / Also hir das Man den / Seegen nicht verlir / Michael Hay / Und samte Schetz in di / Ser Welt, die man dort / Ewig aucht behelt / Anno 1788 (Aici este pentru viață / Deci aici / Să nu pierzi harul / Michael Hay / Și acele comori din această / Lume pe care le păstrezi / Veșnic și dincolo / Anul 1788)                         | Muzeul Național de Istorie a Transilvaniei, Cluj | Cimec    |
|      | Călimară                                                  | Datare: Sf. sec. al XVI-lea Școală: Atelier transilvănean Material: bronz, turnat, sudură de cositor, aplicații de email, gravare                                                                     | Piesa este compusă din două părți prinse la mijloc cu o sudură de cositor: călimara propriu-zisă și un toc pentru păstrarea penelor. Cele două laturi ale tocului și zona de mijloc a călimării sunt ornamentate cu motive florale (lalele, margarete) lucrate în tehnica emailării. Părțile neemailat esunt gravate cu linii în zig-zag (colți de lup). Capacul este confecționat din plăci de bronz. Una dintre acestea, capacul, este prinsă cu nituri de cupru de o mică piesă ornamentală. Sudura originală de cositor a fost înlocuită la restaurare. Pe călimară se pot distinge literele M și h, încadrate de un octogon alungit. | Muzeul Național de Istorie a Transilvaniei, Cluj | Cimec    |
|      | Călimară                                                  | Datare: A doua jum. a sec. XVI - prima jum. a sec. XVII Școală: Atelier transilvănean Material: bronz, turnat, sudură de cositor, aplicații de email, gravare                                         | | Muzeul Național de Istorie a Transilvaniei, Cluj | Cimec    |
|      | Cană cu toartă                                            | Datare: Sec. XVIII Școală: Manufactura de la Porumbac, Sibiu Material: sticlă suflată în formă | Sticlă transperentă, cu o ușoară nuanță de roz. Peste talpa circulară lată se înalță corpul bombat, terminându-se cu un gât drept. Corpul este ornamentat în secțiuni verticale, cu linii mici și motive florale. Are o singură toartă subțire, care se termină în partea inferioară cu o panglică ondulată. | Muzeul Național de Istorie a Transilvaniei, Cluj | Cimec    |
|      | Cană cu toartă                                            | Datare: Sec. XVIII Școală: Manufactura de la Porumbac, Sibiu Material: sticlă | Sticlă transparentă, cu o ușoară nuanță de albastru. Corpul bombat, alungit, cu gât drept, stă pe o talpă lobată. Toarta îngustă se subțiază la partea inferioară. | Muzeul Național de Istorie a Transilvaniei, Cluj | Cimec    |
|      | Cană cu toartă                                            | Datare: Sec. XVIII Școală: Manufactura de la Porumbac, Sibiu Material: sticlă suflată | Sticlă albastră transparentă. Corpul în formă de tub, ușor bombat, se sprijină pe o talpă lobată, și se prelungește într-un gât înalt, care se lățește spre gură. Toarta mică, ondulată, se bifurcă în două la partea inferioară, la punctul în care este lipit corpul piesei. Pe cană se pot observa decoruri florale. | Muzeul Național de Istorie a Transilvaniei, Cluj | Cimec    |
|      | Sticlă cu două toarte                                     | Datare: Sec. XVII Școală: Manufactura de la Porumbac, Sibiu Material: sticlă, șlefuire | Sticlă incoloră, transparentă, partea inferioară, bombată se prelungește într-un gât înalt și îngust. Pe corpul bombat al sticlei sunt lipite din exterior șase panglici ondulate care împart suprafața în șase secțiuni egale, decorate cu motive șlefuite pe suprafața sticlei. În trei secțiuni apar motive vegetale, ciorchini și frunze de viță de vie. În restul secțiunilor apar diverse motive: moară de vânt, vapor, pasăre, și forme mici, geometrice. Pe o parte și alta a gâtului apare un motiv floral stilizat. Cele două toarte sunt lipite pe gâtul sticlei. | Muzeul Național de Istorie a Transilvaniei, Cluj | Cimec    |
|      | Sticlă cu dop                                             | Datare: Sf. sec. al XVIII-lea Școală: Transilvania Material: sticlă, șlefuire | Sticlă transparentă, cu bule de aer, de formă dreptunghiulară, gât îngust și dop plat șlefuit. Pe umeri, pe laturile late, se află un șir de decoruri șlefuite care reprezintă ghirlande de flori și frunze, prinse pe alocuri cu funde, de care atârnă șnururi și mici ciucuri. Pe laturile înguste putem observa doar ghirlandele. | Muzeul Național de Istorie a Transilvaniei, Cluj | Cimec    |
|      | Flacon                                                    | Datare: A doua jum. a sec. al XVIII-lea Școală: Transilvania Material: sticlă, pictat, gravat, șlefuit                                                                                                | Flacon de sticlă transparentă de formă octogonală, gât mic și îngust. De jur împrejur este decorat cu motive circulare și ovale șlefuite. Pe o latură, într-un cerc adâncit de cca. 2,3 cm. diametru este amplasat o plăcuță de sticlă. O latură a acestei plăci este pictată cu vopsea de lac roșie, iar pe cealaltă, în foiță de aur este gravată o formă de inimă, cu coroană deasupra, și flăcări pe o parte și alta. | Muzeul Național de Istorie a Transilvaniei, Cluj | Cimec    |
|      | Flacon cu dop                                             | Datare: Prima jum. a sec. al XVIII-lea Școală: Transilvania Material: sticlă opacă, decor aurit | Sticlă opacă. Talpa circulară, partea inferioară a corpului este de formă conică inversată, iar partea superioară de forma unui tub, lățindu-se spre gât. Pe partea superioară a corpului și pe marginea gâtului apare fâșia aurită de 0,5 cm lățime. Dopul de sticlă este asemenea parțial aurit. Pe corpul sticlei este reprezentat un blazon aurit: într-un câmp oval, o pasăre, deasupra o coroană, pe partea opusă apare un decor vegetal din flori, frunze și crengi, de asemenea aurite. | Muzeul Național de Istorie a Transilvaniei, Cluj | Cimec    |
|      | Cană cu toartă                                            | Datare: Sec. XIX Școală: Bicsad Material: sticlă | Sticlă verde transparentă, talpă inelată, corp în formă de tub, mai îngust spre partea superioară, toartă simplă. Pe o latură este pictat cu vopsea de email colorată, blazonul familiei Bethlen de Beclean. | Muzeul Național de Istorie a Transilvaniei, Cluj | Cimec    |
|      | Sticlă cu dop                                             | Datare: Sf. sec. al XIX-lea Școală: Transilvania Material: sticlă, șlefuire | Sticlă transparentă în formă de tub, ușor ovală, gât înalt, dop ascuțit. Pe gât se află un decor simplu, șlefuit, alcătuit din linii și cercuri. Sub această secțiune sunt reprezentate, tot în tehnica șlefuirii, ghirlande de flori și frunze, prinse pe alocuri cu funde, din care atârnă șnururi mici și ciucuri. | Muzeul Național de Istorie a Transilvaniei, Cluj | Cimec    |
|      | Cană cu toartă                                            | Datare: Sec. XVII Școală: Porumbac Material: sticlă | Sticlă transparentă, de nuanță galbuie. Partea inferioară bombată, se lățește la talpă, astfel garantând o mai mare stabilitate. Gâtul este drept. Pe gâtul sticlei este lipită toarta îngustă. | Muzeul Național de Istorie a Transilvaniei, Cluj | Cimec    |
|      | Cană cu toartă                                            | Datare: Sec. XVIII Școală: Porumbac Material: sticlă de opal, fir de sticlă roșie | Sticlă de opal ușor transparentă, talpă lobată, lipită de corp, gât drept, ușor lățindu-se la partea superioară. Toartă transparentă, care pornește de sub buza cănii, cu partea superioară mai lată. Cana este decorată cu linii paralele și zigzagate din fir de sticlă roșie presată în pasta de opal. | Muzeul Național de Istorie a Transilvaniei, Cluj | Cimec    |
|      | Cană cu toartă                                            | Datare: Sec. XVIII Școală: Porumbac Material: sticlă de opal, fir de sticlă roșie | Sticlă de opal, talpă lobată, aproape transparentă, lipită de corp, gât drept. Toartă cu partea superioară mai lată. Toată suprafața cănii este decorată cu linii ondulate paralele, realizate din fir de sticlă roșie presată în pasta de opal. | Muzeul Național de Istorie a Transilvaniei, Cluj | Cimec    |
|      | Cană cu toartă                                            | Datare: 1800-1810 Școală: Porumbac Material: sticlă | Sticlă transparentă. Pe o talpă circulară stă corpul de formă sferică. Gâtul este înalt, lățindu-se spre partea superioară. Pe gât, pe o suprafață de 9,5 cm se află un decor simplu, alcătuit dintr-un fir de sticlă albastră care înconjoară spiralat gâtul cănii. Cana este dotată cu o toartă lată, arcuită. | Muzeul Național de Istorie a Transilvaniei, Cluj | Cimec    |